# Hamburg Hauptbahnhof
Hamburg Hauptbahnhof ist einer der wichtigsten Eisenbahnknoten Deutschlands. Mit mehr als 550.000 Fahrgästen pro Tag (darunter 270.000 der S-Bahn) ist er der meistfrequentierte Fernbahnhof der Deutschen Bahn sowie nach dem Bahnhof Paris-Nord der meistfrequentierte Bahnhof Europas. Dem Zentralgebäude und den offenen Gleisanlagen sind im benachbarten Untergrund die U-Bahnhöfe Hauptbahnhof Nord und Hauptbahnhof Süd der Hamburger Hochbahn und ein Richtungsbahnsteig der S-Bahn Hamburg angegliedert. Die regionalen Bahnlinien sind in den Hamburger Verkehrsverbund (HVV) integriert.
Die Station gehört zu den 21 Bahnhöfen der höchsten Preisklasse 1 von DB InfraGO. Gemessen an den täglichen Verkehrszahlen im Personenfern- und Regionalverkehr auf zwölf Bahnsteiggleisen ist er nach Angabe des ehemaligen Bahnchefs Rüdiger Grube der größte „Flaschenhals“ im Netz der Deutschen Bahn. Seit 2010 gilt der Bahnhof als überlasteter Schienenweg.
Der Durchgangsbahnhof wurde ab 1904 als Ersatz für die früheren verstreut liegenden Kopfbahnhöfe verschiedener Bahngesellschaften erbaut und am 6. Dezember 1906 in Betrieb genommen.

## Lage

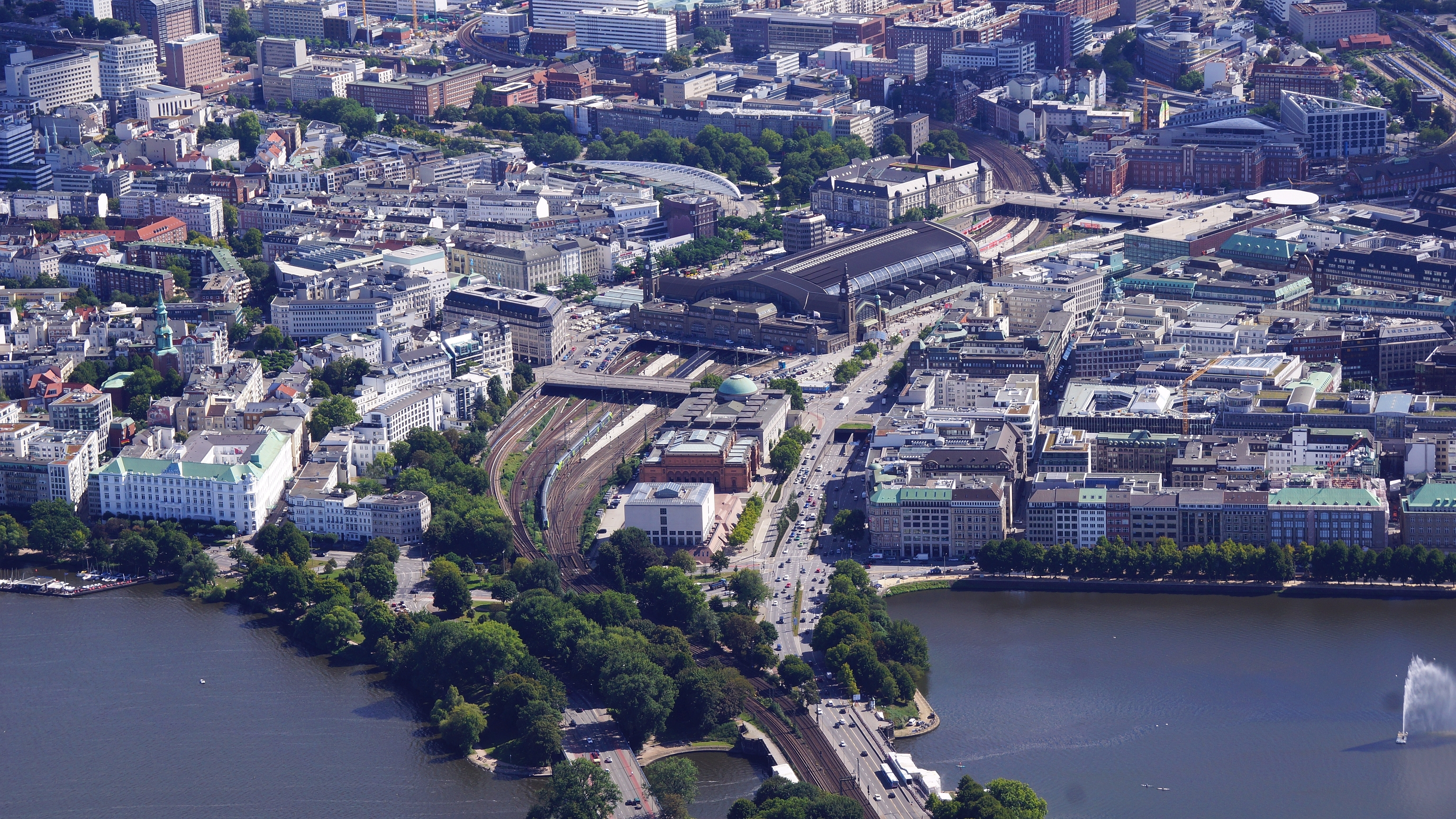
Luftbild des Hamburger Hauptbahnhofs von Nordwesten (2020)

Der Hamburger Hauptbahnhof liegt am östlichen Rand der Hamburger Altstadt. Er befindet sich etwa 800 Meter nordöstlich vom Hamburger Rathaus, die kürzeste Entfernung zur Elbe bzw. den Anlagen des Hamburger Hafens ist 600 Meter, zur Binnen- und zur Außenalster sind es etwa 450 Meter. Auf dem Gelände des einstigen Hamburger Stadtwalles sowie der alten Steintorfriedhöfe erbaut, folgen die in Tieflage errichteten Gleisanlagen etwa dem Verlauf des alten Wallgrabens zwischen Hamburg und der östlich davon gelegenen ehemaligen Vorstadt St. Georg. Der Verlauf der heutigen Stadtteilgrenzen um den Bahnhof ordnet diesen gänzlich dem Stadtteil St. Georg zu. Die postalische Anschrift ist Hachmannplatz 16.
Die Ausgänge auf der Ostseite führen weiter in diesen Stadtteil mit dem dort gelegenen Hachmannplatz/Heidi-Kabel-Platz mit dem Ohnsorg-Theater im Bieberhaus und dem Deutschen Schauspielhaus an der Kirchenallee, dem Richtung Steintorplatz gelegenen Museum für Kunst und Gewerbe und dem Zentralen Omnibusbahnhof Hamburg (ZOB). Die Ausgänge auf der Westseite führen jenseits des Straßenzuges Glockengießer-/Steintorwall direkt in den Stadtteil Hamburg-Altstadt mit den Einkaufsstraßen Mönckebergstraße, der Fußgängerzone Spitalerstraße sowie der Hamburger Kunsthalle, dicht an den nordwärts führenden Schienensträngen.
Im Fernstreckennetz ist der Hamburger Hauptbahnhof Knotenpunkt für die Verbindungen nach Norden (Nordfriesland, Kiel, Dänemark), nach Nordosten (Lübeck, Schwerin, Rostock), Osten (Berlin, Prag) und Süden/Südwesten (Hannover, Bremen, Süddeutschland).

## Architektur

Der Hauptbahnhof in Bau 1905

1906 von Nordwesten

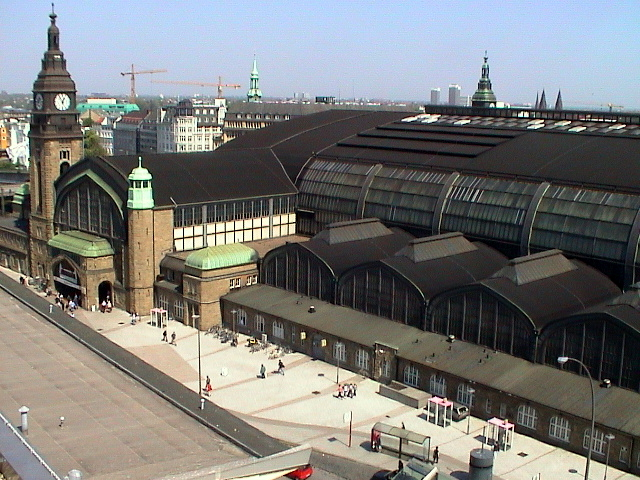
Hamburger Hauptbahnhof, westlicher Seitenbau

Für die repräsentative Gestaltung des Bahnhofes wurde 1900 ein Wettbewerb ausgeschrieben, den die Architekten Heinrich Reinhardt und Georg Süßenguth aus Charlottenburg gewannen. Kaiser Wilhelm II. bewertete ihren ersten Entwurf als „einfach scheußlich“, er musste überarbeitet werden. Die technische Konzeption stammte von Ernst Moeller.

### Halle und Empfangsgebäude

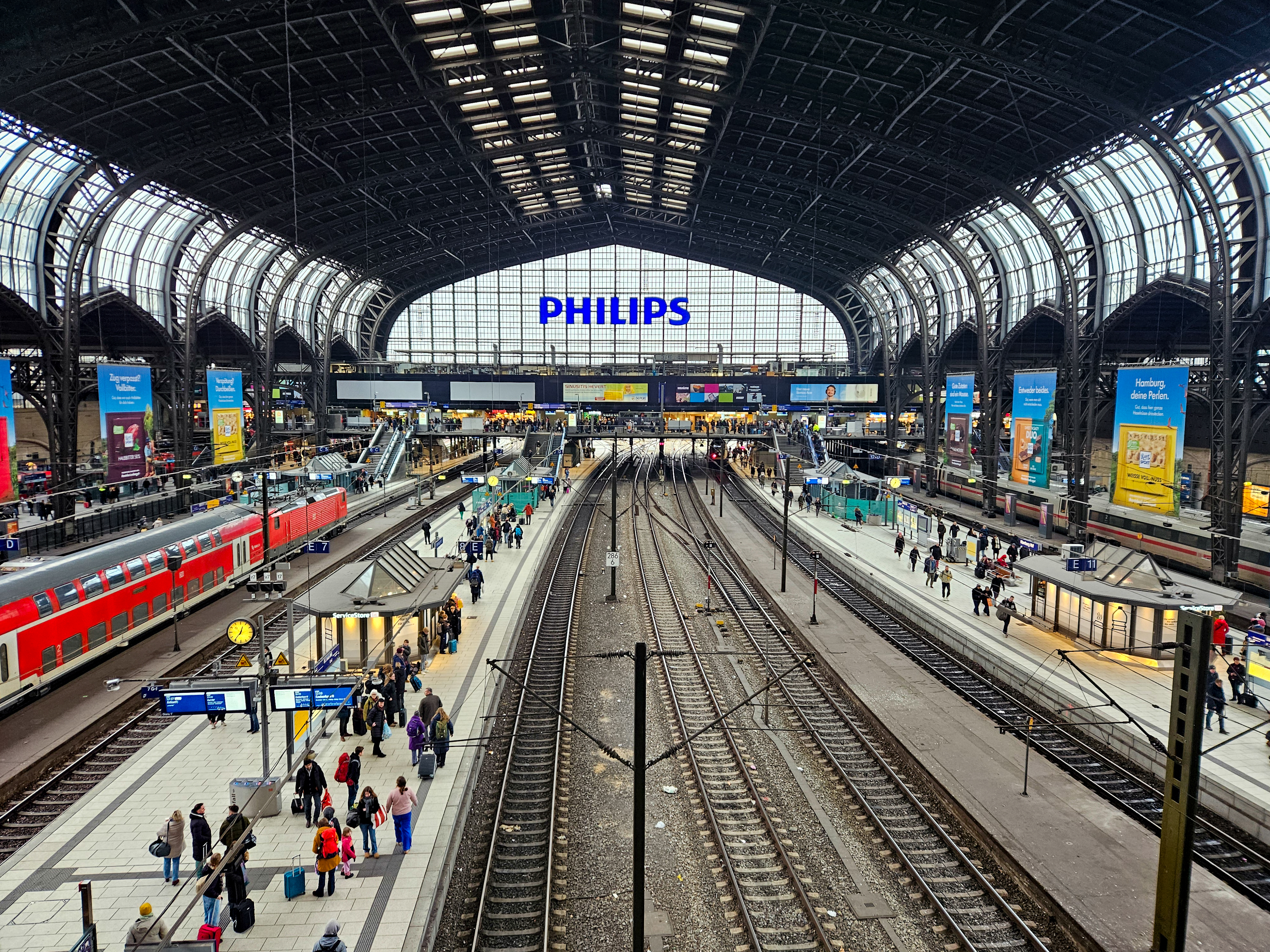
Bahnhofshalle des Hamburger Hauptbahnhofs, 2025

Der daraufhin überarbeitete Plan war monumentaler und betonte von außen die gewaltigen 73 Meter Spannweite der Bahnsteighalle. Die Halle ist 150 Meter lang, insgesamt 114 Meter breit und bis zu 37 Meter hoch. Das von zwei 45 Meter hohen Türmen mit quadratischem Querschnitt flankierte Empfangsgebäude wurde mit einer Brücke bzw. dem „Nordsteg“ quer durch die Bahnsteighalle an die Nordseite gebaut. Am südlichen Ende der Halle läuft innen der schmalere Südsteg als Fußgängerbrücke über die Gleise und außen die breite Straßenbrücke des Steintordamms, die als kurzes Bindeglied zwischen der Mönckebergstraße und der Adenauerallee wirkt. Die Halle wird als ein gelungenes Zitat des Palais des Machines der Pariser Weltausstellung von 1889 angesehen. Der Bahnhof ist auf 800 Eisenbetonrammpfählen tiefgegründet und gehört zu den ersten größeren Bauten mit Eisenbetonpfählen im norddeutschen Raum. Die Ausführung der Gründung erfolgte im Jahr 1902 durch das „Ingenieur-Bureau für Cement-Eisenconstructionen“ (Eduard Züblin) aus Straßburg.
Im Zweiten Weltkrieg erhielt der Hamburger Hauptbahnhof im Frühling 1941 eine Tarnabdeckung in Form einer bemalten Holzkonstruktion, um anfliegenden alliierten Bomberverbänden die Orientierung zu erschweren. Trotz dieser Maßnahme wurde er vor allem im November 1941 und Juli 1943 („Operation Gomorrha“) durch Bombentreffer stark beschädigt, sodass nach Kriegsende 1945 sogar der Abriss und Neubau diskutiert wurde. Man entschied sich jedoch dafür, das alte Gebäude beizubehalten, und es wurden zunächst einige notdürftige Reparaturen vorgenommen. Nach der Währungsreform 1948 wurde die Instandsetzung abgeschlossen. In den 1970er Jahren erfolgte schließlich eine Grundsanierung.
Mit der Errichtung der Tunnelstation 1969–1975 östlich der Halle für die City-S-Bahn wurden seitliche Anbauten der Ostseite abgerissen und der Nordsteg („Wandelhalle“) renoviert.

### Tunnelanlagen

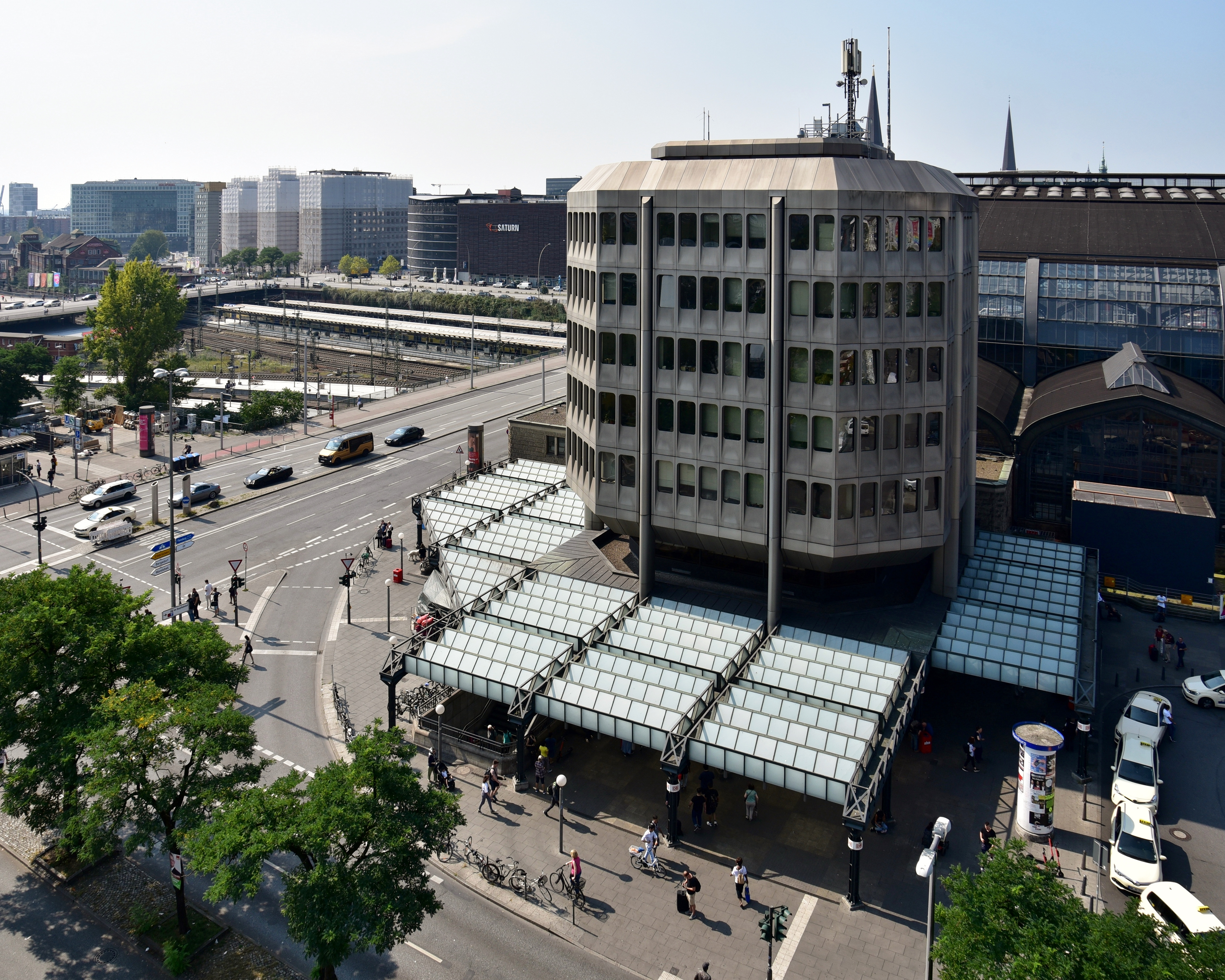
Östlicher Anbau aus den 1980er Jahren

Parallel zum Südsteg verläuft unterhalb der Gleisebene der so genannte „Südsteg-Tunnel“. Er war als unterirdische Direktverbindung für Fahrgäste zwischen den Bahnsteigen und der U-Bahn-Haltestelle Hauptbahnhof Süd (U1/U3) gedacht. Er wurde zum Jahreswechsel 1991/92 bis auf die Zugänge zu den beiden S-Bahn-Bahnsteigen verschlossen. Als Grund wurde der häufige Aufenthalt von Drogen- und Alkoholabhängigen dort angegeben.
Der S-Bahn-Tunnel über Jungfernstieg nach Landungsbrücken (City-S-Bahn, 1979 Verlängerung nach Altona) endet nördlich der Bahnhofshalle in einem teils unter-, teils oberirdischen Einfädelungsbauwerk. Im Zusammenhang damit wurde östlich der Bahnhofshalle eine dazu parallel verlaufende, zweigleisige Tunnelstation mit Mittelbahnsteig für die nordwärts ausfahrenden S-Bahn-Züge errichtet und 1981 in Betrieb genommen. Über dem Südausgang der Tunnelstation entstand anstelle des früheren Seitenflügels ein quaderförmiges Betriebsgebäude mit metallverkleideter Fassade. Dieses zitiert in seinem Grundriss das gegenüberliegende Klockmannhaus, das wiederum auf seinen östlichen Nachbar Bezug nimmt.
Danach wurden die Gleise neu durchnummeriert, die Gleise in der neuen Tunnelstation (Bahnsteig 0) erhielten die Nummern 1 und 2, die bisherigen Gleise 1 bis 12 in der Halle wurden zu den Gleisen 3 bis 14. Gleichzeitig wurde der S-Bahn-Betrieb für die südlich ausfahrenden Züge ausschließlich auf die Gleise 3 und 4 (Bahnsteig 1) verlagert. Am zuvor von der S-Bahn genutzten Gleis 5 (vorher 3) wurde die Stromschiene demontiert, es dient seitdem dem Regional- und Fernverkehr.

### Wandelhalle

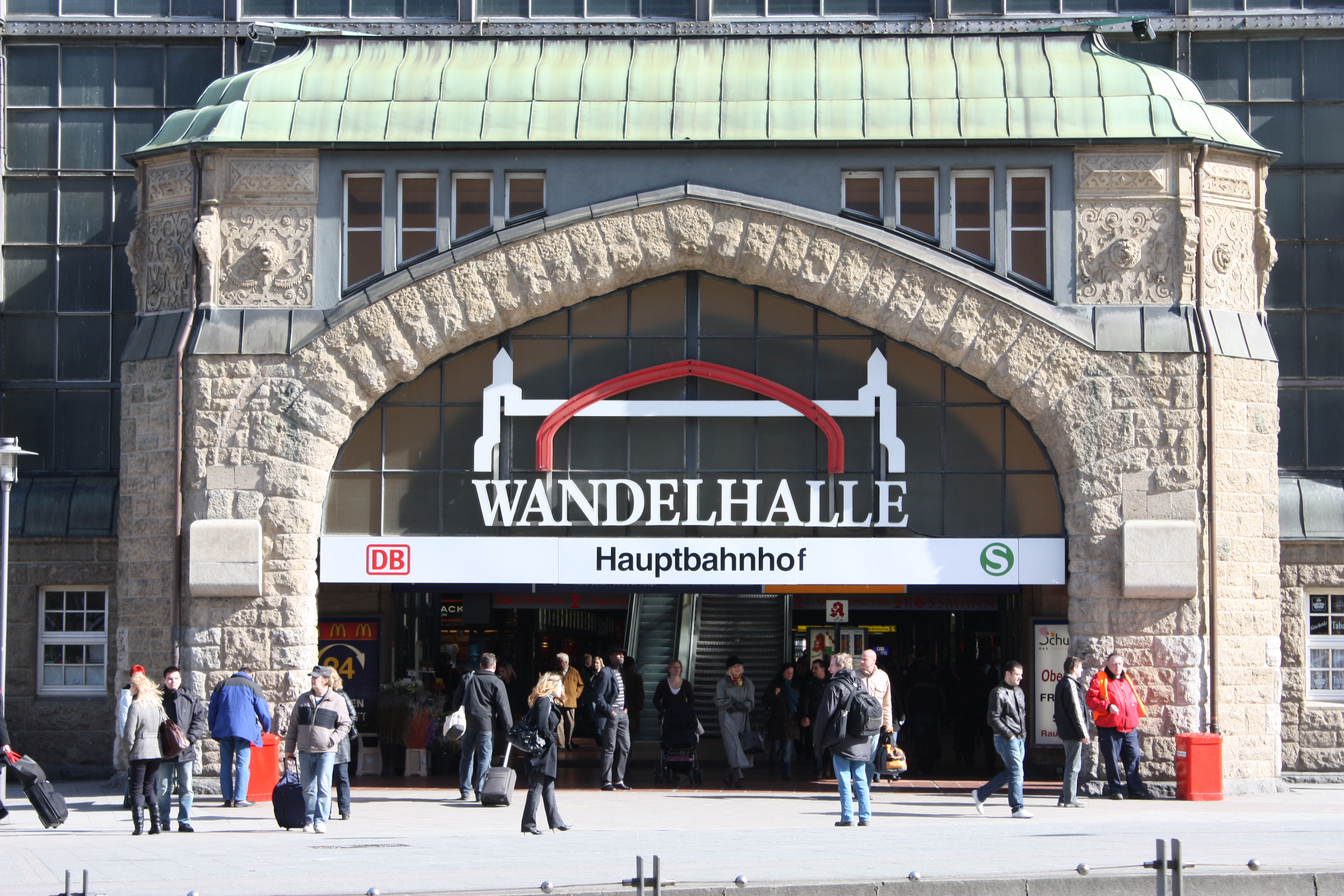
Wandelhalle, Eingang vom Glockengießerwall

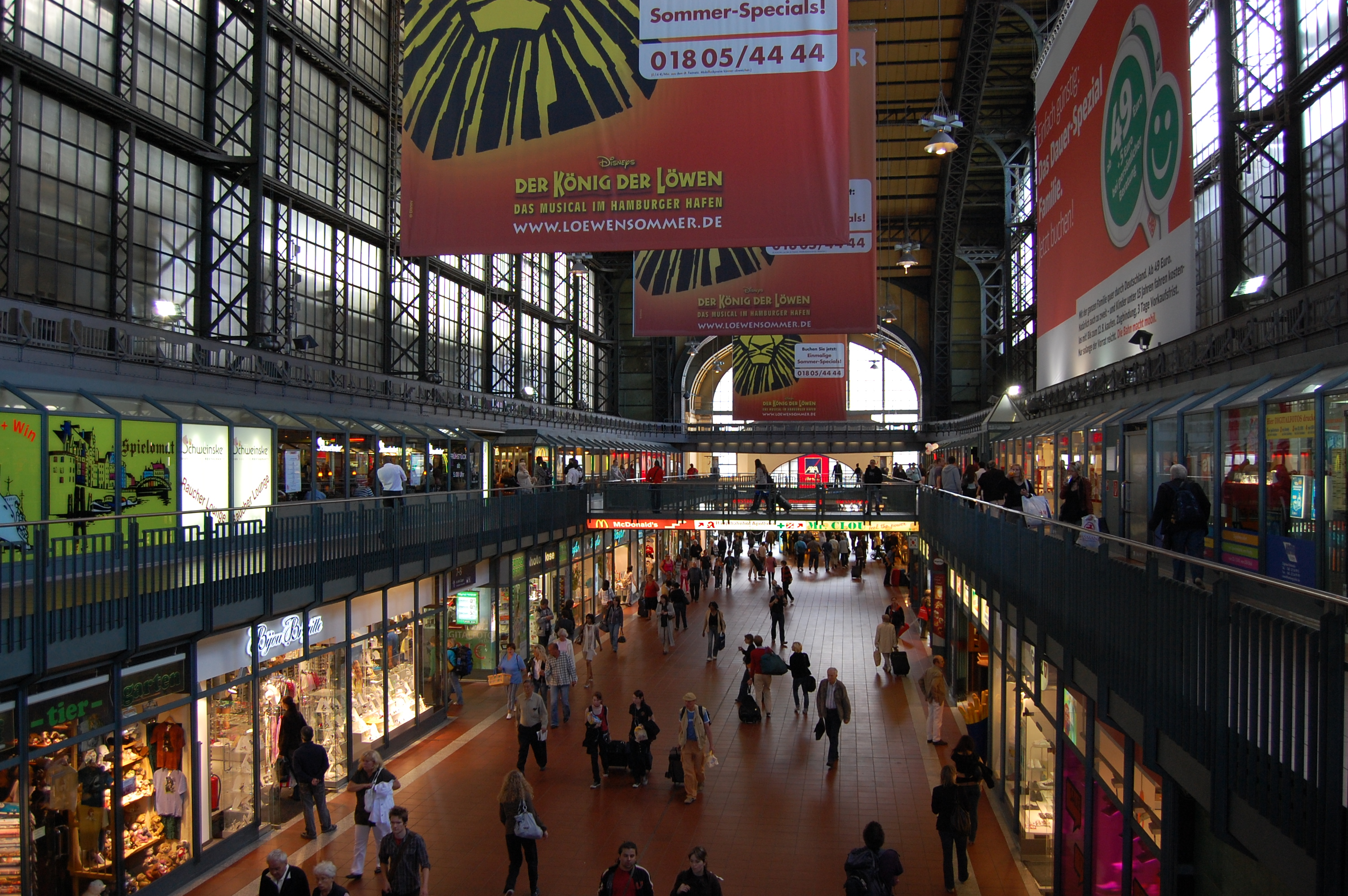
Wandelhalle

Die an der Nordseite des Bahnhofs gelegene, für Reiterbahnhöfe typische Verbindungshalle über den Gleisen wurde unter dem Namen Wandelhalle bekannt. Zu ihr gehören die Eingangs- und Ausgangshallen an den West- und Ostseiten mit jeweils einem angebauten markanten, 45 Meter hohen Uhrturm; als Zugang zu dem ersten (östlichen) Bahnsteig für die S-Bahn mit den jetzigen Gleisen 3 und 4 gibt es eine zusätzliche Eingangshalle. In der Wandelhalle befanden sich früher die Wartesäle 1. bis 4. Klasse, während die Fahrkartenschalter und die Gepäckabfertigung und -ausgabe in den Eingangs- und Ausgangshallen untergebracht waren.
Im Rahmen der Erneuerung der Tragkonstruktion wurde der Nordsteg des Hauptbahnhofes umgebaut. Die Wandelhalle erhielt eine Galerie mit Läden als zusätzliches Stockwerk. Zuvor wurde diese Fläche nur für Werbetafeln genutzt.
1988 fand sich ein privater Investor für den Neubau der Wandelhalle, nachdem die ursprüngliche Halle aus Altersgründen bereits längere Zeit zuvor abgerissen worden war. Die neue Wandelhalle nach Entwurf von Horst von Bassewitz feierte ihre Eröffnung am 1. Juni 1991. Auf 7600 Quadratmetern und zwei Etagen befinden sich zahlreiche Läden und gastronomische Betriebe, weitere 3600 Quadratmeter Büro- und Lagerfläche kommen in den Obergeschossen hinzu. Aufgrund der Lage im Bahnhof unterlagen die Geschäfte nicht den von 1900 bis 2007 gesetzlich begrenzten Ladenöffnungszeiten, sondern waren – und sind – an allen sieben Wochentagen von 6 bis 23 Uhr geöffnet.
Die Gourmet-Station wurde im Jahr 2005 vergrößert und bietet 19 verschiedene gastronomische Richtungen.
Der Immobilienfonds DG Immobilien-Anlage 22, eine Tochter der Deutschen Genossenschaftsbank, hatte 1991 die Wandelhalle von der Deutschen Bahn im Erbbaurecht für einen Zeitraum von 70 Jahren erworben. Im September 2017 wurde bekannt, dass die Wandelhalle verkauft werden soll. Laut einem Pressebericht hoffen die Anbieter auf einen Kaufpreis im dreistelligen Millionen-Euro-Bereich.

## Zugehörige Betriebsanlagen

### Betriebsbahnhof „Hbr“ und Bahnbetriebswerk

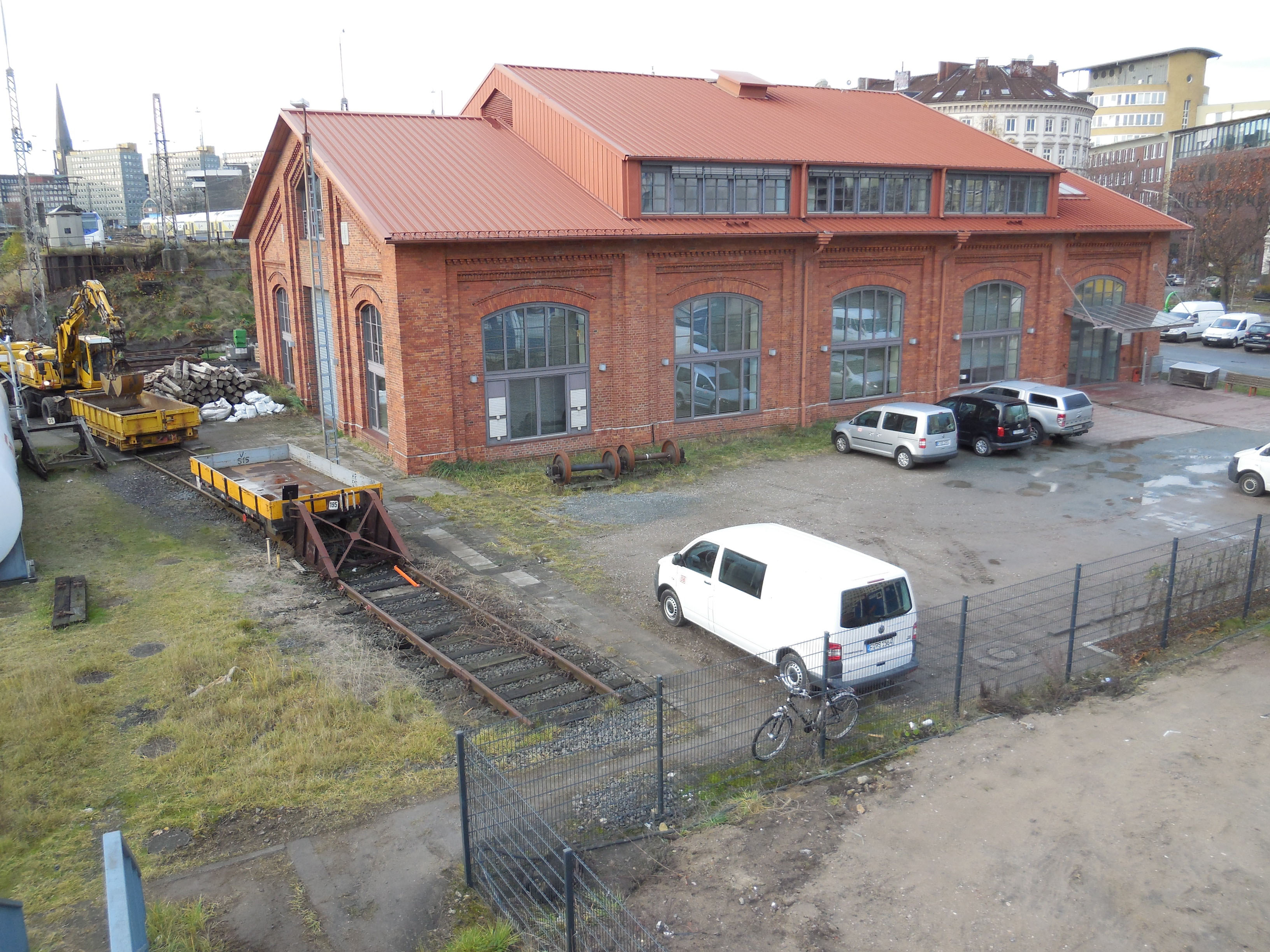
Umgebauter ehemaliger Lokschuppen auf dem Betriebsbahnhof

Etwa 400 Meter südlich des Personenbahnhofs, von der Strecke nach Harburg abzweigend, befindet sich auf dem Areal des ehemaligen Berliner Bahnhofs zwischen Banksstraße und Högerdamm der heutige Betriebsbahnhof, auf dem Züge komplett bereitgestellt und gewartet werden, sowie am südöstlichen Ende das Bahnbetriebswerk zur Wartung der Lokomotiven. Während des Dampflokbetriebs befanden sich dort als späteres Bahnbetriebswerk Hamburg-Rothenburgsort Bekohlungsanlagen sowie eine Drehscheibe, mit der die Loks mit Schlepptender in die aktuell benötigte Vorzugs-Fahrtrichtung gedreht wurden und später ein rechteckiger Lokschuppen mit Schiebebühne. Beim aktuellen Stand 2016 ist dort nur noch eine Tankanlage für die Diesellokomotiven, während der Lokschuppen für andere Zwecke umgebaut und die Schiebebühne entfernt worden ist.

### Zentralstellwerk

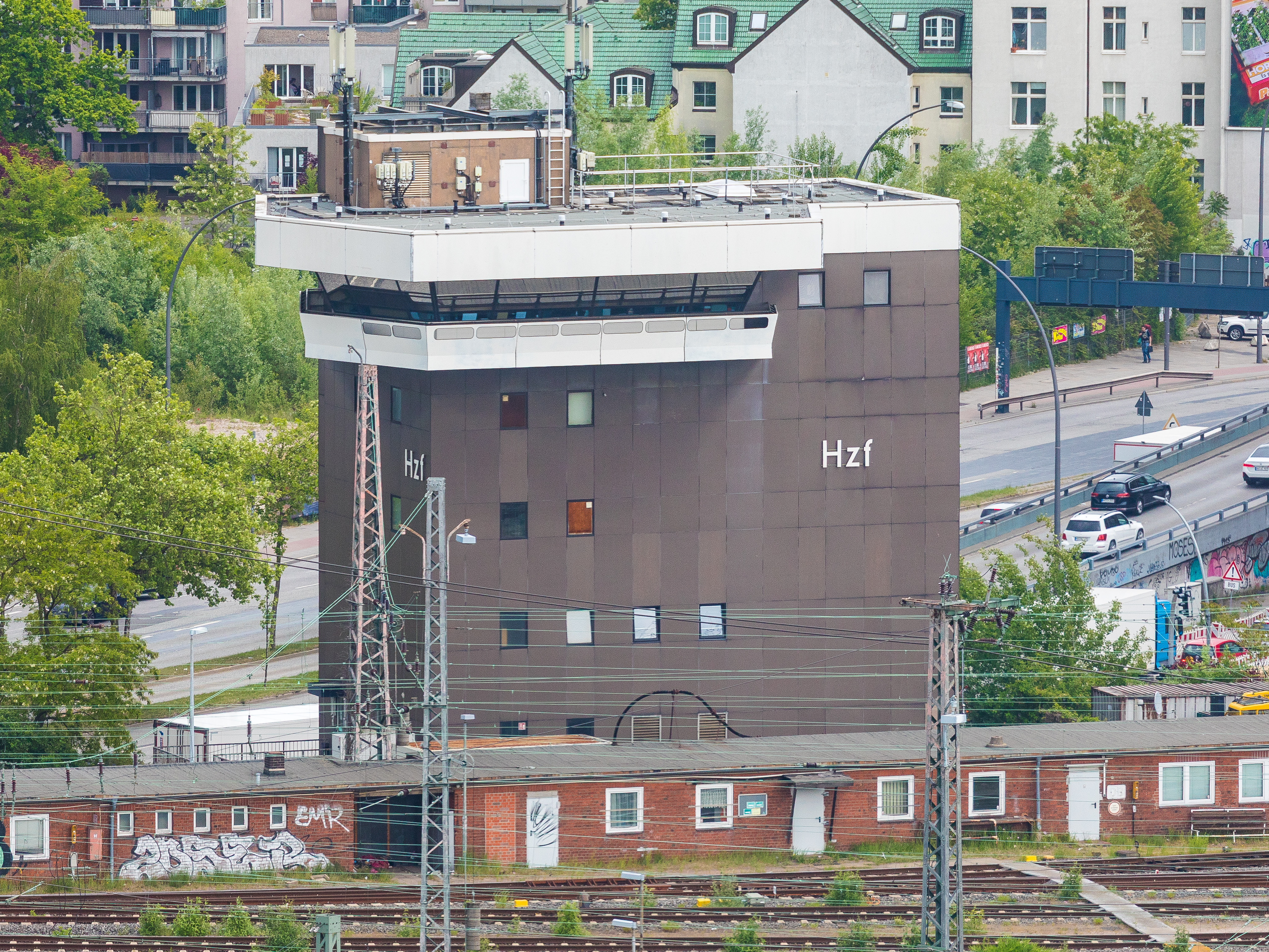
Zentralstellwerk Hzf

Zwischen den Zufahrtsgleisen zum Betriebsbahnhof und der Nordkanalbrücke befindet sich das sechsstöckige Gebäude des Zentralstellwerks Hzf – die Kennung steht für „Hauptbahnhof / Zentral / Fahrdienstleiter“ – für den gesamten Hauptbahnhof-Komplex. Es ist ein Relaisstellwerk der Bauform Sp Dr S 60. Im Regelfall ist es mit zwei Fahrdienstleitern besetzt, ein dritter Fahrdienstleiter kann eingesetzt werden. Solange im Betriebsbahnhof auch noch Züge gebildet wurden, gab es auch noch einen Rangierdienstleiter. Außerdem haben dort noch Mitarbeiter der Betriebsüberwachung und für Fahrgastinformation auf den Bahnsteigen ihre Arbeitsplätze. Der Stellbezirk reicht heute bis Hamburg Sternschanze, Hamburg-Wandsbek, Berliner Tor und die Norderelbbrücken (ausschließlich). Das Stellwerk wurde Mitte der 1970er Jahre errichtet und am 12. Juni 1977 in Betrieb genommen. Es ersetzte die Stellwerke Hn (Nord), Hs (Süd) und Ho (Ost), außerdem das Stellwerk Hbr (Betriebsbahnhof), die sich zuvor in den nördlichen und südlichen Gleisvorfeldern des Personenbahnhofs befanden, sie wurden größtenteils noch im selben Jahr abgerissen. Bereits zwei Jahre zuvor wurde schon das Brückenstellwerk Hp (Postecke), das sich über den zum damaligen Postbahnhof führenden Gleisen befand, abgebaut. Die Stellwerke waren beim Bau des Hauptbahnhofes 1906 errichtet worden, Hn, Hs, und Ho als elektromechanische Fahrdienstleiterstellwerke, Hp als mechanisches Wärterstellwerk und Hbr als elektromechanisches Stellwerk. 1933 wurde Hp durch ein Reiterstellwerk mit elektromechanischer Ausrüstung ersetzt, 1941 wurde der Neubau von Ho in Betrieb genommen, 1949 schließlich die schon im Krieg begonnenen Neubauten von Hn und Hs. Die letzten drei waren nun als elektromechanische Vierreihenstellwerke ausgeführt. Das Stellwerk Hbr erhielt 1963 einen Neubau. Die ebenfalls 1906 errichteten Rangierstellwerke Hr und Hl im Betriebsbahnhof waren schon eher aufgegeben worden.

## Verkehrsangebot

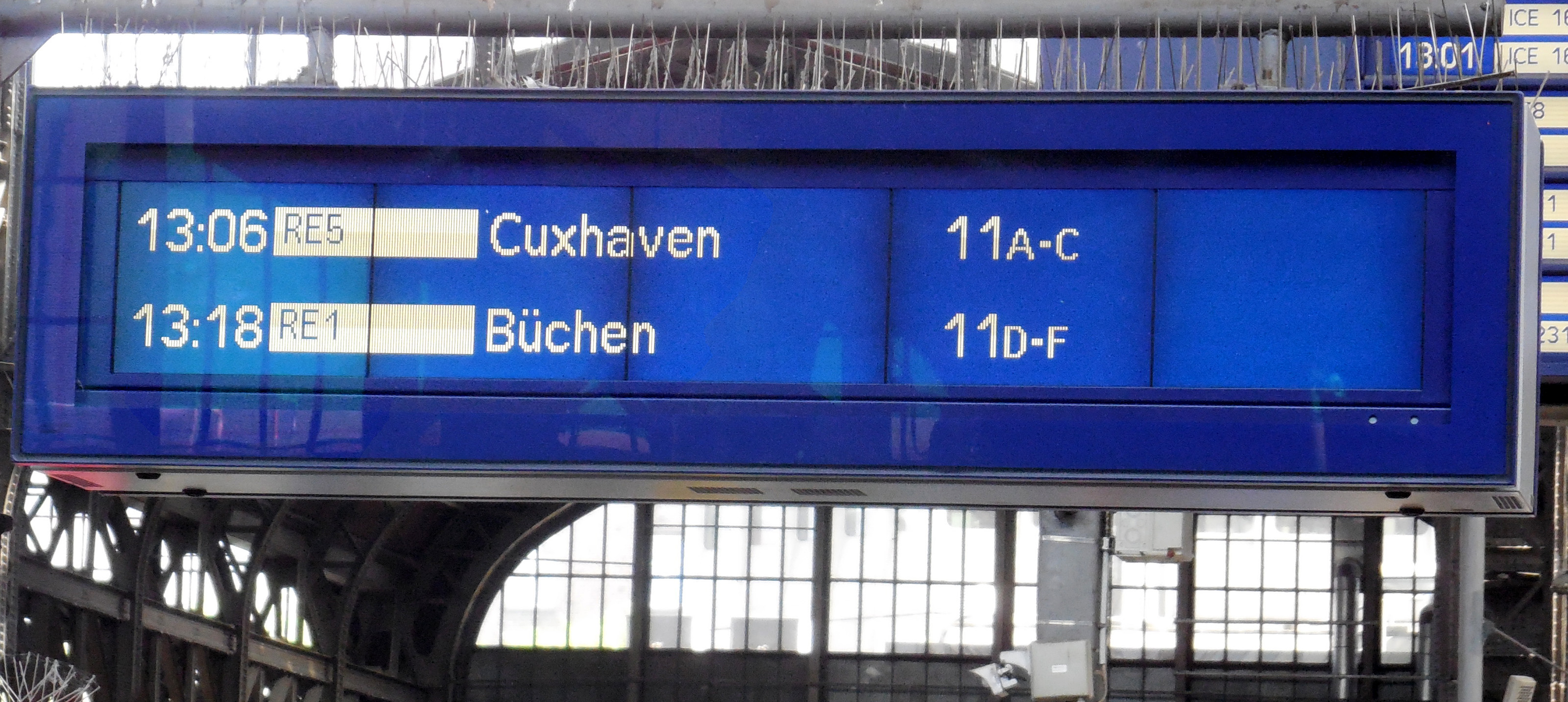
Anzeigetafel an den Treppen zu den Gleisen mit den Zugpositionen in Übereinstimmung mit den Anzeigetafeln auf dem Bahnsteig (seit 2015)

Für den Personenverkehr stehen die Gleise 1–8 und 11–14 zur Verfügung, wobei die Gleise 1 und 2 östlich der Halle im Tunnel liegen. Die Gleise 1–4 sind ausschließlich dem S-Bahn-Verkehr vorbehalten. Der Fern- und Regionalverkehr wird über die Gleise 5–8 und 11–14 abgewickelt. Die fünf Mittelbahnsteige sind über Treppen und Rolltreppen vom Nord- und Südsteg aus erschlossen. Die Bahnsteige sind über das Südende der Halle hinaus verlängert, die Bahnsteige an den Gleisen 11–14 haben in diesem Bereich Überdachungen. Die Bahnsteige der Gleise 5–8 reichen auch auf der Nordseite über die Bahnsteighalle hinaus. Der Güterverkehr und Rangierfahrten werden über zwei Durchgangsgleise (9 und 10) ohne Bahnsteig abgewickelt. Diese Gleise dienten früher neben dem Güterverkehr auch der Bedienung des Bahnpostamtes Hühnerposten.
Auf der Nordwestseite gehen die Gleise über die Hamburg-Altonaer Verbindungsbahn mit den Fernbahnhöfen Dammtor und Altona in Richtung Schleswig-Holstein und Jütland.
Auf der Südostseite verzweigen sich die Gleisbündel unmittelbar südlich der Halle in die (nord-)östlichen Richtungen nach Lübeck (siehe: Vogelfluglinie) und Berlin sowie den südlichen Strang über die Elbbrücken, mit weiterer Verzweigung hinter dem Fernbahnhof Hamburg-Harburg nach Südosten (Hannover, Rangierbahnhof Maschen), Südwesten (Bremen, Köln etc.) und Nordwesten (Stade, Cuxhaven).
Mit zusammen 207 Ankünften und Abfahrten regelmäßiger Fernzüge pro Tag war der Hauptbahnhof im Sommerfahrplan 1989 der vierzehntbedeutendste Knoten im Netz der Deutschen Bundesbahn. Die Bedeutung des Bahnhofs für den Fernverkehr hat seit 1995 nochmals deutlich zugenommen. Die Bahnstrecken in Schleswig-Holstein waren bis dahin nicht elektrifiziert. Seit der 1995 fertiggestellten Elektrifizierung der Strecke nach Neumünster–Kiel/Flensburg ist es für Fernzüge in oder aus Richtung Norden nicht mehr notwendig, den Kopfbahnhof in Altona anzufahren, um einen Lokwechsel vorzunehmen. Seitdem Regionalzüge von und nach Kiel und Flensburg statt im Bahnhof Hamburg-Altona in Hamburg Hbf beginnen und enden, werden Teile des Umsteigerverkehrs von dort hierher verlagert.
Da sich der Hamburger Hauptbahnhof nur mit sehr großem Aufwand baulich erweitern ließe, wurden mehrere Bahnsteiggleise mit Beifahranlagen ausgestattet, mit Hilfe derer zwei kurze Züge hintereinander am gleichen Bahnsteig halten können. Für die praktische Abwicklung wurden die Bahnsteigbereiche in zwei mit jeweils a und b bezeichnete Abschnitte unterteilt. Auf den Anzeigetafeln und in den Fahrplänen wurden diese Unterteilungen auch neben den Gleisnummern angezeigt.
Seit 2015 werden für diese Orientierungsangaben mit Großbuchstaben auf Tafeln angezeigten Wagenstandskennzeichnungen der Bahnsteige genutzt, entsprechend werden in Anzeigetafeln und Fahrplänen für einen Zug beispielsweise A–C oder D–F usw. an die Gleisnummern angehängt. So kann ein Regionalexpress in Richtung Norden (z. B. nach Flensburg) von Gleis 12 am Abschnitt D–F halten, während ein Regionalexpress in Richtung Süden (z. B. nach Bremen) den Gleisabschnitt 12 A–C benutzt.
Diese Unterteilung wird bei den Gleisen 5–7 und 11–14 genutzt, nicht jedoch beim Gleis 8, da dieses mitten im Bahnsteigbereich eine Verzweigung in die Richtung Hamburg-Harburg einerseits und Hamburg-Bergedorf bzw. Lübeck andererseits hat. Dieses Gleis wird in der Regel für Fernzüge genutzt, die in ihrem Zuglauf zwischen dem Süden und der Ostseeküste den Hamburger Hauptbahnhof als Wendebahnhof anfahren, wie z. B. EC- und IC-Züge von Stuttgart nach Binz auf Rügen und umgekehrt.

### Fernverkehr
| Linie    | Linienverlauf | Takt                 | Fahrzeugmaterial           | Betreiber                    |
| -------- | --- | -------------------- | -------------------------- | ---------------------------- |
| ICE 11   | Hamburg-Altona – Hamburg Hbf – Berlin – Leipzig – Erfurt – Frankfurt – Stuttgart – München | einzelne Züge        | ICE 4                      | DB Fernverkehr               |
| ICE 11   | Hamburg-Altona – Hamburg Hbf – Hannover – Frankfurt – Stuttgart – München | einzelne Züge nachts | ICE 4                      | DB Fernverkehr               |
| ICE 18   | Hamburg-Altona – Hamburg Hbf – Berlin – Halle – Erfurt – Nürnberg – Ingolstadt/Augsburg – München | 120 min              | ICE 1, ICE 4               | DB Fernverkehr               |
| ICE 20   | (Kiel –) Hamburg Hbf – Hannover – Kassel-Wilhelmshöhe – Frankfurt – Mannheim – Karlsruhe – Freiburg – Basel – Zürich (– Chur) | 120 min              | ICE 4                      | DB Fernverkehr               |
| ICE 22   | (Kiel –) Hamburg Hbf – Hannover – Kassel-Wilhelmshöhe – Frankfurt – Frankfurt Flughafen – Mannheim – (Heidelberg –) Stuttgart | 120 min              | ICE 4                      | DB Fernverkehr               |
| ICE 25   | (Lübeck –) Hamburg Hbf – Hannover – Kassel-Wilhelmshöhe – Fulda – Würzburg – Nürnberg – Ingolstadt – München (– Garmisch-Partenkirchen)                                                                                             | 120 min              | ICE 2                      | DB Fernverkehr               |
| ICE 26   | (Binz / Greifswald –) Stralsund – Rostock – Schwerin – Hamburg Hbf – Hannover – Kassel-Wilhelmshöhe – Gießen – Frankfurt – Heidelberg – Karlsruhe                                                                                   | 120 min              | ICE 1 LDV, ICE T           | DB Fernverkehr               |
| IC(E) 27 | (Westerland /Flensburg –) Hamburg Hbf – Berlin (–Dresden) | einzelne Züge        | IC 1, ICE 1, ICE T         | DB Fernverkehr               |
| EC 27    | Hamburg-Altona – Hamburg Hbf – Berlin – Dresden – Praha (– Brno — Budapest) | 120 min              | Siemens Vectron MS + Wagen | DB Fernverkehr / České dráhy |
| ICE 28   | Hamburg-Altona – Hamburg Hbf – Berlin – Leipzig – Erfurt – Nürnberg – München | 120 min              | ICE 4                      | DB Fernverkehr               |
| ICE 42   | Hamburg-Altona – Hamburg Hbf – Bremen – Münster – Dortmund – Köln – Stuttgart – München | 120 min              | ICE 4                      | DB Fernverkehr               |
| ICE 43   | Hamburg-Altona – Hamburg Hbf – Bremen – Münster – Dortmund – Köln – Frankfurt (M) Flughafen Fernbf – Mannheim – Basel | 120 min              | ICE 4                      | DB Fernverkehr               |
| IC 43    | Ostseebad Binz – Stralsund – Hamburg Hbf – Bremen – Münster – Essen – Düsseldorf – Köln | ein Zugpaar          | IC 1                       | DB Fernverkehr               |
| EC 43    | Hamburg-Altona – Hamburg Hbf – Bremen – Osnabrück – Münster – Dortmund – Bochum – Essen – Duisburg – Düsseldorf – Köln – Bonn – Koblenz – Mainz – Mannheim – Karlsruhe – Baden-Baden – Freiburg – Basel – Zürich / – Interlaken Ost | ein Zugpaar          | BR 101 + Wagen             | DB Fernverkehr               |
| EC 75    | Hamburg Hbf – Padborg – Kopenhagen | einzelne Züge        | DSB MF                     | DB Fernverkehr / DSB         |
| IC 76    | Aarhus – Flensburg – Neumünster – Hamburg Hbf | einzelne Züge        | DSB MF                     | DB Fernverkehr / DSB         |
| ICE 91   | Hamburg-Altona – Hamburg Hbf – Hannover – Kassel-Wilhelmshöhe – Fulda – Würzburg – Nürnberg – Regensburg – Plattling – Passau – Linz – St. Pölten – Wien                                                                            | ein Zugpaar          | ICE T                      | DB Fernverkehr               |
| FLX 20   | Hamburg Hbf – Hamburg-Harburg – Bremen – Osnabrück – Münster – Gelsenkirchen – Essen – Duisburg – Düsseldorf – Köln | 2–3 Zugpaare         | Lok + Wagen                | Flixtrain                    |
| FLX 35   | (Kiel –) Hamburg Hbf (– Salzwedel – Stendal) – Berlin (– Leipzig) | 1–4 Zugpaare         | Lok + Wagen                | Flixtrain                    |

Die Nachtzüge fahren seit Dezember 2016 als ÖBB Nightjet (bis 2017 unter der Gattung EuroNight). Die bisherigen Verbindungen als City Night Line sind zum selben Zeitpunkt entfallen.
| Gattung | Linienverlauf | Bemerkungen                                                               | Betreiber            |
| ------- | --- | ------------------------------------------------------------------------- | -------------------- |
| NJ      | ÖBB Nightjet Hamburg-Altona – Hamburg Hbf – Hannover – Göttingen – Würzburg – Nürnberg – Regensburg – Passau – Wels – Linz – St. Pölten – Wien                                                                            | 1 Zugpaar täglich                                                         | ÖBB-Personenverkehr  |
| NJ      | ÖBB Nightjet Hamburg-Altona – Hamburg Hbf – Hannover – Göttingen – Würzburg – Nürnberg – Augsburg – München – Rosenheim – Kufstein – Wörgl – Jenbach – Innsbruck                                                          | 1 Zugpaar täglich                                                         | ÖBB-Personenverkehr  |
| NJ      | ÖBB Nightjet Hamburg-Altona – Hamburg Hbf – (ab dem 15. Dezember 2019 – Bremen) (Hannover – Göttingen –) Frankfurt – Mannheim – Freiburg – Basel – Zürich                                                                 | 1 Zugpaar täglich                                                         | ÖBB-Personenverkehr  |
| BTE     | BTE FlixTrain/AutoReiseZug Hamburg-Altona – Hamburg Hbf – Hannover Hbf – Freiburg (Breisgau) – Lörrach | saisonal einzelne Zugpaare FilxTrain-Angebot bis auf weiteres eingestellt | Bahntouristikexpress |
| UEX     | Urlaubs-Express Hamburg-Altona – Hamburg Hbf – Hannover – München – Salzburg – Bad Gastein – Villach | saisonal einzelne Zugpaare                                                | Train4You            |
| UEX     | Urlaubs-Express Hamburg-Altona – Hamburg Hbf – Hannover – München – Wörgl – Innsbruck | saisonal einzelne Zugpaare                                                | Train4You            |
| UEX     | Urlaubs-Express Hamburg-Altona – Hamburg Hbf – Hannover – Göttingen – Würzburg – Augsburg – München (– Wörgl – Innsbruck – Ötztal – St Anton am Arlberg)                                                                  | saisonal einzelne Zugpaare wird im Winter von/bis St Anton verlängert     | Train4You            |
| UEX     | Urlaubs-Express Hamburg-Altona – Hamburg Hbf – Hannover – München – Wörgl – Innsbruck – Bozen/Bolzano – Verona | saisonal einzelne Zugpaare fährt 2020 nur bis Innsbruck                   | Train4You            |
| ASN     | ALPEN-SYLT-Nachtexpress Westerland (Sylt) – Husum – Hamburg-Altona – Hamburg Hbf – Frankfurt (Main) – Würzburg – Nürnberg – Augsburg – München – Salzburg/ – Ludwigsburg – Böblingen – Rottweil – Singen (Htw) – Konstanz | saisonal zwei Zugpaare wöchentlich                                        | RDC                  |

### Regionalverkehr
| Linie | Linienverlauf                                                                                      | Linienverlauf                                                                                      | Takt                   | Triebfahrzeug + Wagentyp                                                            | EVU                         | Bemerkungen                                                                 |
| ----- | -------------------------------------------------------------------------------------------------- | -------------------------------------------------------------------------------------------------- | ---------------------- | ----------------------------------------------------------------------------------- | --------------------------- | --------------------------------------------------------------------------- |
| RE 1  | Hamburg – Hamburg-Bergedorf – Büchen – Schwerin – Bad Kleinen – Rostock                            | Hamburg – Hamburg-Bergedorf – Büchen – Schwerin – Bad Kleinen – Rostock                            | 120 min                | 146.2 + 5 Doppelstockwagen                                                          | DB Regio Nordost            | HVZ: Stundentakt bis Schwerin, 30-Minuten-Takt bis Büchen                   |
| RE 1  | Hamburg – Hamburg-Bergedorf – Büchen (– Schwerin)                                                  | Hamburg – Hamburg-Bergedorf – Büchen (– Schwerin)                                                  | 120 min                | 146.2 + 5 Doppelstockwagen                                                          | DB Regio Nordost            | HVZ: Stundentakt bis Schwerin, 30-Minuten-Takt bis Büchen                   |
| RE 3  | Hamburg – Hamburg-Harburg – Winsen – Lüneburg – Uelzen – Celle – Hannover                          | Hamburg – Hamburg-Harburg – Winsen – Lüneburg – Uelzen – Celle – Hannover                          | 60 min                 | 146.2 + 7 Doppelstockwagen                                                          | metronom                    | Verstärker in der HVZ bis Uelzen; Zweistündliche Verlängerung nach Hannover |
| RE 4  | Hamburg – Hamburg-Harburg – Buchholz – Tostedt – Rotenburg – Bremen                                | Hamburg – Hamburg-Harburg – Buchholz – Tostedt – Rotenburg – Bremen                                | 60 min                 | 146.2 + 7 Doppelstockwagen                                                          | metronom                    | Verstärker in der HVZ bis Tostedt / Buchholz                                |
| RE 5  | Hamburg – Hamburg-Harburg – Buxtehude – Horneburg – Stade – Wingst – Cuxhaven                      | Hamburg – Hamburg-Harburg – Buxtehude – Horneburg – Stade – Wingst – Cuxhaven                      | 60 min                 | 246 + 5 Doppelstockwagen                                                            | Start Unterelbe             | Verstärker in der HVZ bis Stade                                             |
| RE 7  | Hamburg – Pinneberg – Elmshorn – Neumünster                                                        | – Rendsburg – Schleswig – Flensburg                                                                | 60 min                 | 445 (Twindexx, vierteilig)                                                          | DB Regio Schleswig-Holstein | Zugteilung in Neumünster                                                    |
| RE 7  | Hamburg – Pinneberg – Elmshorn – Neumünster                                                        | – Einfeld – Bordesholm – Kiel                                                                      | 60 min                 | 445 (Twindexx, vierteilig)                                                          | DB Regio Schleswig-Holstein | Zugteilung in Neumünster                                                    |
| RE 8  | Hamburg – Bad Oldesloe – Reinfeld – Lübeck-Moisling – Lübeck                                       | Hamburg – Bad Oldesloe – Reinfeld – Lübeck-Moisling – Lübeck                                       | 60 min                 | 445 (KISS, vierteilig)                                                              | DB Regio Schleswig-Holstein |                                                                             |
| RE 8X | Hamburg – Lübeck                                                                                   | Hamburg – Lübeck                                                                                   | ein Zugpaar werktags   | 445 (KISS, vierteilig)                                                              | DB Regio Schleswig-Holstein |                                                                             |
| RE 60 | Hamburg – Husum – Niebüll – Westerland (Sylt)                                                      | Hamburg – Husum – Niebüll – Westerland (Sylt)                                                      | einzelne Züge          | 245 + Married-Pair-Wagen                                                            | DB Regio Schleswig-Holstein | 1–2 Zugpaare im Sommerhalbjahr                                              |
| RE 70 | Hamburg – Hamburg Dammtor – Elmshorn – Kiel                                                        | Hamburg – Hamburg Dammtor – Elmshorn – Kiel                                                        | 60 min                 | 445 (Twindexx, vierteilig) 112 / 146.1 / 146.3 + 5–6 Doppelstockwagen (ersatzweise) | DB Regio Schleswig-Holstein |                                                                             |
| RE 80 | Hamburg – Ahrensburg – Bad Oldesloe – Reinfeld – Lübeck-Moisling – Lübeck                          | Hamburg – Ahrensburg – Bad Oldesloe – Reinfeld – Lübeck-Moisling – Lübeck                          | 60 min                 | 445 (KISS, vierteilig)                                                              | DB Regio Schleswig-Holstein |                                                                             |
| RB 31 | Hamburg – Hamburg-Harburg – Maschen – Stelle – Winsen – Bardowick – Lüneburg                       | Hamburg – Hamburg-Harburg – Maschen – Stelle – Winsen – Bardowick – Lüneburg                       | 60 min                 | 146.1 + 5–6 Doppelstockwagen                                                        | metronom                    | Verstärker in der HVZ bis Lüneburg                                          |
| RB 41 | Hamburg – Hamburg-Harburg – Buchholz – Sprötze – Tostedt – Rotenburg (Wümme) – Ottersberg – Bremen | Hamburg – Hamburg-Harburg – Buchholz – Sprötze – Tostedt – Rotenburg (Wümme) – Ottersberg – Bremen | 60 min                 | 146.1 + 5–6 Doppelstockwagen                                                        | metronom                    | Verstärker in der HVZ bis Tostedt / Rotenburg                               |
| RB 61 | Hamburg – Hamburg Dammtor – Pinneberg – Tornesch – Elmshorn – Itzehoe                              | Hamburg – Hamburg Dammtor – Pinneberg – Tornesch – Elmshorn – Itzehoe                              | 60 min                 | Stadler Flirt                                                                       | nordbahn                    |                                                                             |
| RB 81 | Hamburg – Hasselbrook – Tonndorf – Ahrensburg – Bargteheide – Bad Oldesloe                         | Hamburg – Hasselbrook – Tonndorf – Ahrensburg – Bargteheide – Bad Oldesloe                         | 30 min bis Bargteheide | 112 / 146.1 + 6 Doppelstockwagen                                                    | DB Regio Schleswig-Holstein | Verstärker in der HVZ bis Bargteheide                                       |

### S-Bahn

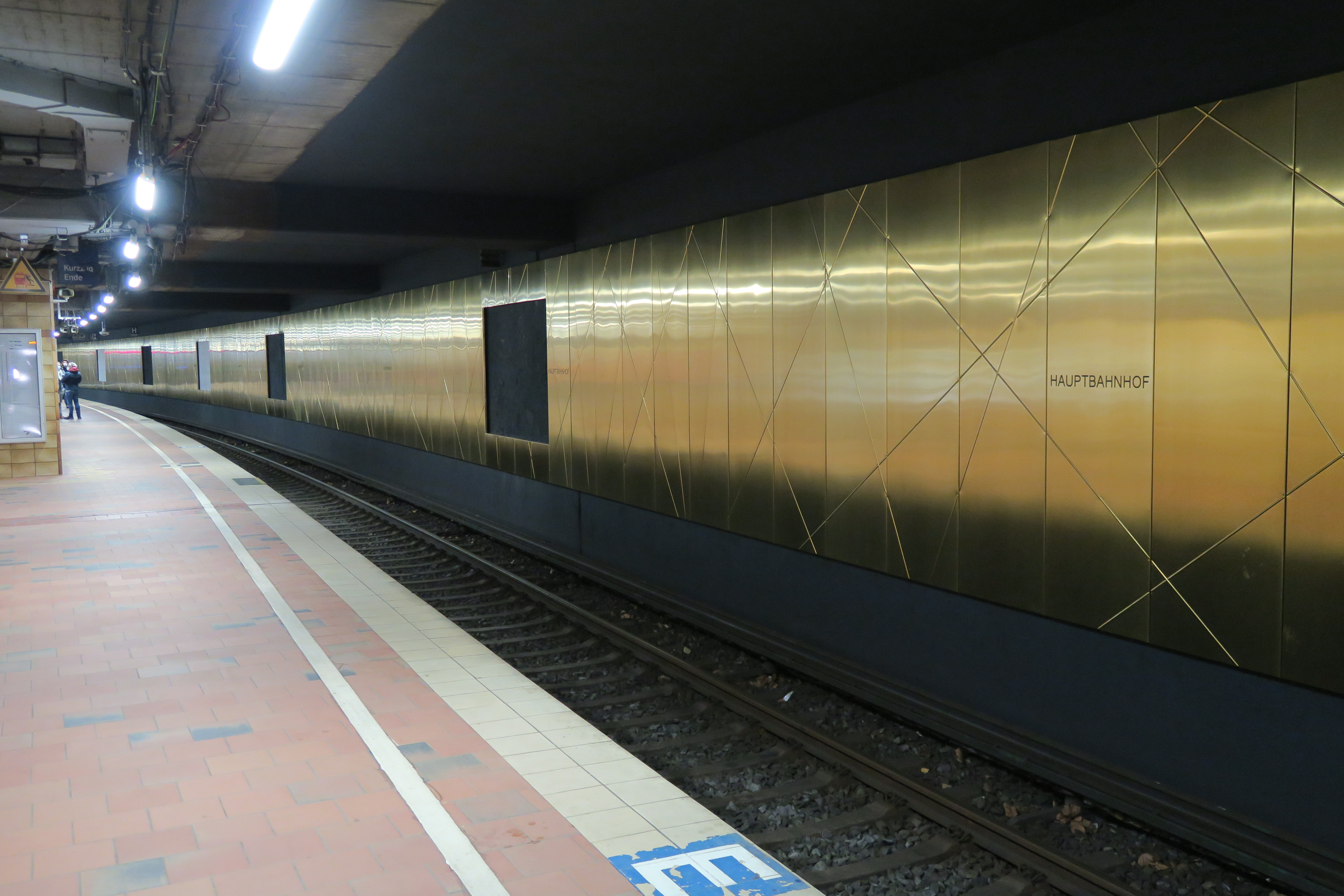
Tunnelhaltestelle (Umbau Stand 2021)

Der Hamburger Hauptbahnhof bietet Zugang zu allen S-Bahn-Linien an insgesamt vier Gleisen mit zwei richtungsgebundenen Mittelbahnsteigen. Die Gleise 1 und 2 wurden nachträglich parallel zur Bahnhofshalle in einem Tunnel angelegt. Hier verkehren die Linien „stadteinwärts“. Die bisherigen Gleise 1 und 2 (innerhalb der Bahnhofshalle) wurden mit Fertigstellung der Tunnelhaltestelle in Gleis 3 und 4 umbenannt. An diesem Bahnsteig verkehren die Linien „stadtauswärts“. Die Gleise 3 und 4 können im Bedarfsfall auch in der Gegenrichtung bedient werden.
Der S-Bahn-Verkehr wird aufgrund des hohen Fahrgastaufkommens von Mitarbeitern auf dem Bahnsteig abgefertigt. Die Bahnsteige sind barrierefrei mit je einem Aufzug ausgestattet und verfügen über Rolltreppen sowie feste Treppen zur Schalterhallenebene. Mittig auf dem Bahnsteig führt eine Treppe zu einem Tunnel quer unter den Gleisen, dieser ermöglicht den Übergang zur tieferliegenden U-Bahn-Station Hauptbahnhof Süd.
Im Oktober 2019 startete der Umbau der Tunnelstation. In einem ersten Schritt wurden die Fliesen an den Hintergleiswänden abgeschlagen. Anschließend wurden die Wände wie schon zuvor an allen anderen Stationen des City-S-Bahn-Tunnels schwarz gestrichen und die Halterungen für die kommenden Paneele montiert, die dann Anfang 2021 angebracht wurden.
| Linie | Verlauf |
| ----- | --- |
| S 1   | Wedel – Rissen – Sülldorf – Iserbrook – Blankenese – Hochkamp – Klein Flottbek – Othmarschen – Bahrenfeld – Ottensen – Altona – Königstraße – Reeperbahn – Landungsbrücken – Stadthausbrücke – Jungfernstieg – Hauptbahnhof – Berliner Tor – Landwehr – Hasselbrook – Wandsbeker Chaussee – Friedrichsberg – Barmbek – Alte Wöhr (Stadtpark) – Rübenkamp – Ohlsdorf \ Streckenast Poppenbüttel – Kornweg (Klein Borstel) – Hoheneichen – Wellingsbüttel – Poppenbüttel / Streckenast Flughafen – Hamburg Airport (Flughafen) |
| S 2   | Altona – Holstenstraße – Sternschanze – Dammtor – Hauptbahnhof – Berliner Tor – Rothenburgsort – Tiefstack – Billwerder-Moorfleet – Mittlerer Landweg – Allermöhe – Nettelnburg – Bergedorf – Reinbek – Wohltorf – Aumühle |
| S 3   | Pinneberg – Thesdorf – Halstenbek – Krupunder – Elbgaustraße – Eidelstedt – Stellingen (Arenen) – Langenfelde – Diebsteich – Altona – Königstraße – Reeperbahn – Landungsbrücken – Stadthausbrücke – Jungfernstieg – Hauptbahnhof – Hammerbrook (City Süd) – Elbbrücken – Veddel (BallinStadt) – Wilhelmsburg – Harburg – Harburg Rathaus – Heimfeld (TU Hamburg) – Neuwiedenthal – Neugraben |
| S 5   | Elbgaustraße – Eidelstedt – Stellingen (Arenen) – Langenfelde – Diebsteich – Holstenstraße – Sternschanze – Dammtor – Hauptbahnhof \ Hauptstrecke – Hammerbrook (City Süd) – Elbbrücken – Veddel (BallinStadt) – Wilhelmsburg – Harburg – Harburg Rathaus – Heimfeld (TU Hamburg) – Neuwiedenthal – Neugraben – Fischbek – Neu Wulmstorf – Buxtehude – Neukloster – Horneburg – Dollern – Agathenburg – Stade / in Tagesrandzeiten – Berliner Tor                                                                            |

### U-Bahn
Am Hauptbahnhof gibt es zwei getrennte U-Bahnhöfe: Hauptbahnhof Süd und Hauptbahnhof Nord. Die beiden Tunnelstrecken unterqueren nochmals die bereits unter dem Straßenniveau liegenden Eisenbahngleise.

#### Hauptbahnhof Süd
Die Station Hauptbahnhof Süd (bis 1968: Hauptbahnhof) befindet sich südöstlich der Bahnhofshalle und wurde 1912 eröffnet. Hier halten die Züge der heutigen Linie U1 (Norderstedt–Ohlstedt/Großhansdorf) und der Linie U3 (Barmbek–Wandsbek-Gartenstadt (Ring)). Das Kürzel der Station bei der Betreiber-Gesellschaft Hamburger Hochbahn lautet „HB“.
Bereits beim Bau des Hauptbahnhofes wurde der von Westen hinzuführende Streckentunnel unter den Bahngleisen fertiggestellt, ebenso ein Fußgängertunnel, der bis zu seiner Schließung 1991 den unterirdischen Zugang zu den Fernbahnsteigen ermöglichte. Die Station besteht aus zwei gemauerten Röhren mit Gewölbedecke und war für vier Gleise ausgelegt: An den äußeren Gleisen hielten die Züge der U-Bahn-Ringstrecke, an den inneren begann die nach dem Zweiten Weltkrieg nicht mehr aufgebaute Zweiglinie nach Rothenburgsort. Nach Eröffnung der Station Hauptbahnhof Nord wurden zwischen beiden Röhren Durchgänge geschaffen und die Innengleise durch einen sehr breiten Bahnsteig für die Linie U3 ersetzt.
Unmittelbar südlich daneben wurde 1960 eine weitere Tunnelstation für die vom Meßberg kommende Strecke der Linie U1 eröffnet, deren Tunnel 1959 mittels Schildvortrieb unter den Eisenbahnanlagen hindurchgeführt wurde.
Seit 2016 wird die Haltestelle der U1 und die Zwischenebene umfangreich modernisiert. Im Rahmen des Umbaus hat die Servicestelle neue Räumlichkeiten bezogen und es wurde ein neuer Aufzug errichtet sowie der Verbindungsgang zum nahegelegenen Zentralen Omnibusbahnhof Hamburg (ZOB) verlegt.
| Linie | Verlauf |
| ----- | --- |
| U 1   | Norderstedt Mitte – Richtweg – Garstedt – Ochsenzoll – Kiwittsmoor – Langenhorn Nord – Langenhorn Markt – Fuhlsbüttel Nord – Fuhlsbüttel – Klein Borstel – Ohlsdorf – Sengelmannstraße (City Nord) – Alsterdorf – Lattenkamp (Sporthalle) – Hudtwalckerstraße – Kellinghusenstraße – Klosterstern – Hallerstraße – Stephansplatz (Oper/CCH) – Jungfernstieg – Meßberg – Steinstraße – Hauptbahnhof Süd – Lohmühlenstraße – Lübecker Straße – Wartenau – Ritterstraße – Wandsbeker Chaussee – Wandsbek Markt – Straßburger Straße – Alter Teichweg – Wandsbek-Gartenstadt – Trabrennbahn – Farmsen – Oldenfelde – Berne – Meiendorfer Weg – Volksdorf / Streckenast Ohlstedt – Buckhorn – Hoisbüttel – Ohlstedt \ Streckenast Großhansdorf – Buchenkamp – Ahrensburg West – Ahrensburg Ost – Schmalenbeck – Kiekut – Großhansdorf |
| U 3   | Barmbek – Saarlandstraße – Borgweg (Stadtpark) – Sierichstraße – Kellinghusenstraße – Eppendorfer Baum – Hoheluftbrücke – Schlump – Sternschanze – Feldstraße (Heiligengeistfeld) – St. Pauli – Landungsbrücken – Baumwall (Elbphilharmonie) – Rödingsmarkt – Rathaus – Mönckebergstraße – Hauptbahnhof Süd – Berliner Tor – Lübecker Straße – Uhlandstraße – Mundsburg – Hamburger Straße – Dehnhaide – Barmbek – (in Planung Fuhlsbüttler Straße –) Habichtstraße – Wandsbek-Gartenstadt |

#### Hauptbahnhof Nord
Die 1968 eröffnete Station Hauptbahnhof Nord liegt am nördlichen Ende der Bahnhofshalle quer unter den Gleisanlagen der Deutschen Bahn. Sie besteht aus vier Röhren in 30 Metern Tiefe. An beiden Enden der Röhren führen Treppen in Vorhallen mit jeweils weiteren Gängen, von denen über Treppen die Oberfläche erreicht wird. Ein Teil der umfangreichen Zugangstunnel ist zwischenzeitlich wieder verschlossen worden. Das Kürzel der Station bei der Betreiber-Gesellschaft Hamburger Hochbahn lautet „HX“.
Hier halten die Züge der heutigen Linie U2 (Niendorf Nord–Mümmelmannsberg) und der Linie U4 (Elbbrücken–Billstedt).

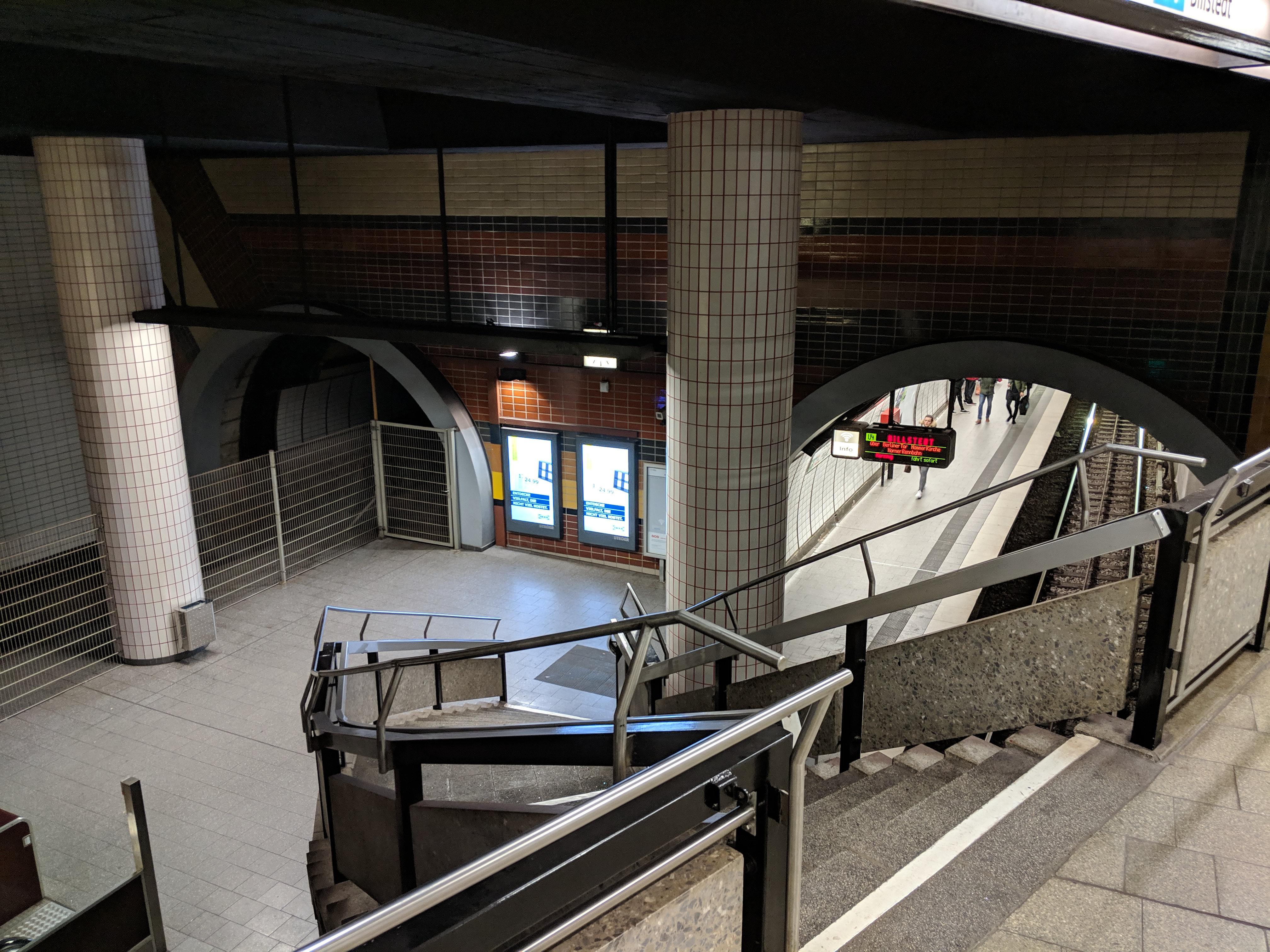
Absperrung vor einer der nicht genutzten Tunnelröhren

Von den beim Bau vorsorglich nebeneinander angelegten vier Tunnelröhren sind nur die beiden inneren in Betrieb. Die äußeren Bahnsteige waren für eine U-Bahn-Linie von Winterhude nach Lurup vorgesehen, die in den 1970er Jahren gebaut werden sollte. Ihre Realisierung wurde allerdings bereits Anfang der 1970er Jahre vom Hamburger Senat aus finanziellen Gründen gestoppt. Die Röhren sind heute durch Gitter abgesperrt, in der nördlichen Röhre befindet sich eine Kunstinstallation. Im Jahr 2006 wurden beim barrierefreien Ausbau der Station Fahrstühle in die nicht benutzten Gleiströge bzw. Anfahrtsschächte eingebaut. Zukünftig soll hier jedoch die Linie U5 halten.
| Linie | Verlauf |
| ----- | --- |
| U 2   | Niendorf Nord – Schippelsweg – Joachim-Mähl-Straße – Niendorf Markt – Hagendeel – Hagenbecks Tierpark – Lutterothstraße – Osterstraße – Emilienstraße – Christuskirche – Schlump – Messehallen – Gänsemarkt (Oper) – Jungfernstieg – Hauptbahnhof Nord – Berliner Tor – Burgstraße – Hammer Kirche – Rauhes Haus – Horner Rennbahn – Legienstraße – Billstedt – Merkenstraße – Steinfurther Allee – Mümmelmannsberg |
| U 4   | (in Planung: Moldauhafen –) Elbbrücken – HafenCity Universität – Überseequartier – Jungfernstieg – Hauptbahnhof Nord – Berliner Tor – Burgstraße – Hammer Kirche – Rauhes Haus – Horner Rennbahn – Legienstraße – Billstedt (im Bau: – Stoltenstraße – Horner Geest) |

## Vorgängerbahnhöfe

Lage der ehemaligen Hamburger Bahnhöfe mit neuer Gleisführung ab 1906

Vor dem Bau des Hauptbahnhofes endeten die in Hamburg ankommenden Eisenbahnstrecken in jeweils eigenen Kopfbahnhöfen, die sich etwa 200 bis 600 Meter voneinander entfernt am südöstlichen Rand des ehemaligen Stadtwalls verteilten.

### Berliner Bahnhof
Der Berliner Bahnhof wurde 1846 für die Berlin-Hamburger Bahn am Oberhafen errichtet, anstelle des ersten Bahnhofs für die Bahnstrecke nach Bergedorf von Mai 1842, die in die Strecke nach Berlin einbezogen wurde. An dieser Stelle befinden sich heute die Deichtorhallen, das ehemalige Gleisvorfeld zwischen Banksstraße und Högerdamm ist noch erhalten und wird heute als Abstellanlage genutzt.

### Lübecker Bahnhof
Der Lübecker Bahnhof wurde 1865 von der Lübeck-Büchener Eisenbahn an der Stelle an der Spaldingstraße errichtet, an der heute der S-Bahn-Viadukt in Richtung Harburg herausgeführt wird. Beim Bau des neuen Hauptbahnhofs wurden die zuvor beim Lübecker Bahnhof endenden Gleise entlang der Münzstraße verlängert und zweigleisig ausgebaut. Schon zuvor war der zwischen Nagelsweg und Sonninstraße gelegene Lübecker Güterbahnhof aufgegeben und stattdessen eine Gleisverbindung zum Güterbahnhof Rothenburgsort geschaffen worden, die später zum ersten Teilstück der Güterumgehungsbahn Hamburg wurde.

### Bahnhof Klosterthor
Der Bahnhof Klosterthor wurde 1866 als Endpunkt der Hamburg-Altonaer Verbindungsbahn gebaut und befand sich unmittelbar südlich der heutigen Altmannbrücke, seine Gleisanlagen wurden später zum Bahnpostamt Hühnerposten (der heutigen Zentralbibliothek der Hamburger Bücherhallen) ausgebaut. Vom Bahnhof Klosterthor wurde später ein Gleis vor das Portal des Berliner Bahnhofs gebaut und vom etwa 600 m entfernten Lübecker Bahnhof ein Güterverkehrs-Gleis dorthin herangeführt.

### Venloer / Hannoverscher Bahnhof
Der Venloer Bahnhof auf dem Grasbrook wurde 1872 erbaut und 1892 in Hannoverscher Bahnhof umbenannt. Die Bahnstrecke Hannover–Hamburg der Hannöverschen Staatsbahn endete zunächst in der bis 1866 zum Königreich Hannover gehörenden Stadt Harburg. Die Querung von Süd- und Norderelbe mit zwei aufwendigen Elbbrücken von Harburg zum Hamburger Grasbrook führte die Köln-Mindener Eisenbahn-Gesellschaft erst 1872 als Teil der Hamburg-Venloer Bahn durch. Der Bahnhof diente so als Endpunkt der Strecke nach Hannover und, als Teil der Venloer Bahn, nach Wanne-Eickel Richtung Ruhrgebiet und Rheinland. Da letztere der nördlichste Abschnitt des aus Frankreich initiierten Projektes einer Bahnstrecke Paris–Hamburg war, wurde der Endpunkt der Venloer bzw. Hannoverschen Bahn auch Pariser Bahnhof genannt. Nach dem Bau des zentralen Hauptbahnhofs wurde das Gelände des Hannoverschen Bahnhofs aufgrund seiner Hafennähe zum ersten Hauptgüterbahnhof der Hansestadt und während der NS-Zeit zum zentralen Deportationsbahnhof der Hamburger Juden.

### Zentralbahnhof
Nachdem im Jahr 1899 die Verträge zur Schaffung eines Zentralbahnhofes in Hamburg ratifiziert worden waren, entstand bis 1906 nördlich des Bahnhofs Klosterthor mit Einbezug der Strecke der Hamburg-Altonaer Verbindungsbahn der neue zentrale Hamburger Hauptbahnhof, der die Einzelbahnhöfe ersetzte. Die Bauausführung oblag der Preußischen Eisenbahnverwaltung. Symbolisch dafür sind zwei Steinreliefs mit dem Landeswappen Hamburgs und dem Wappen Preußens in der Mitte der Nordfassade der Bahnhofshalle.

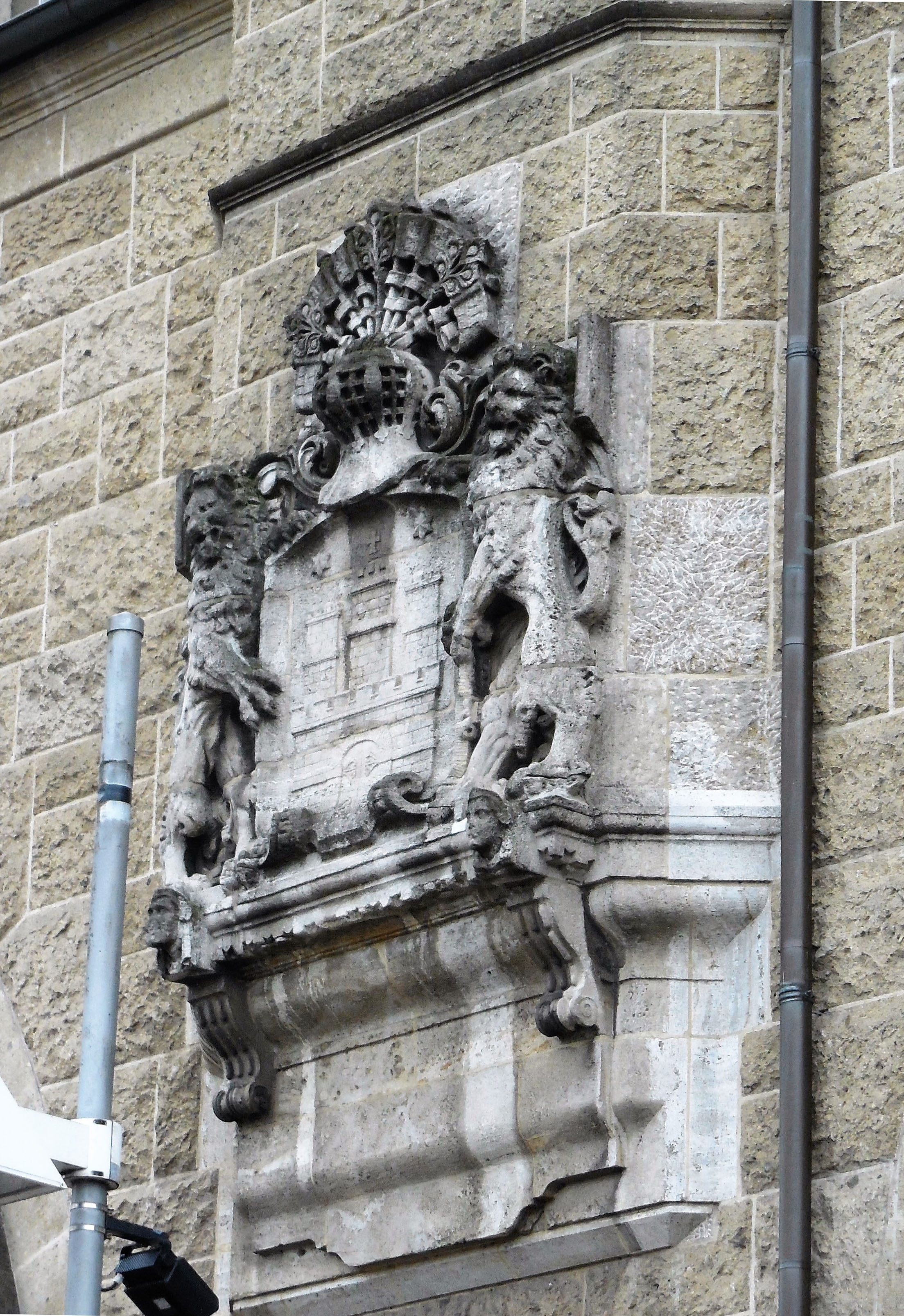
Relief Hamburger Stadtwappen
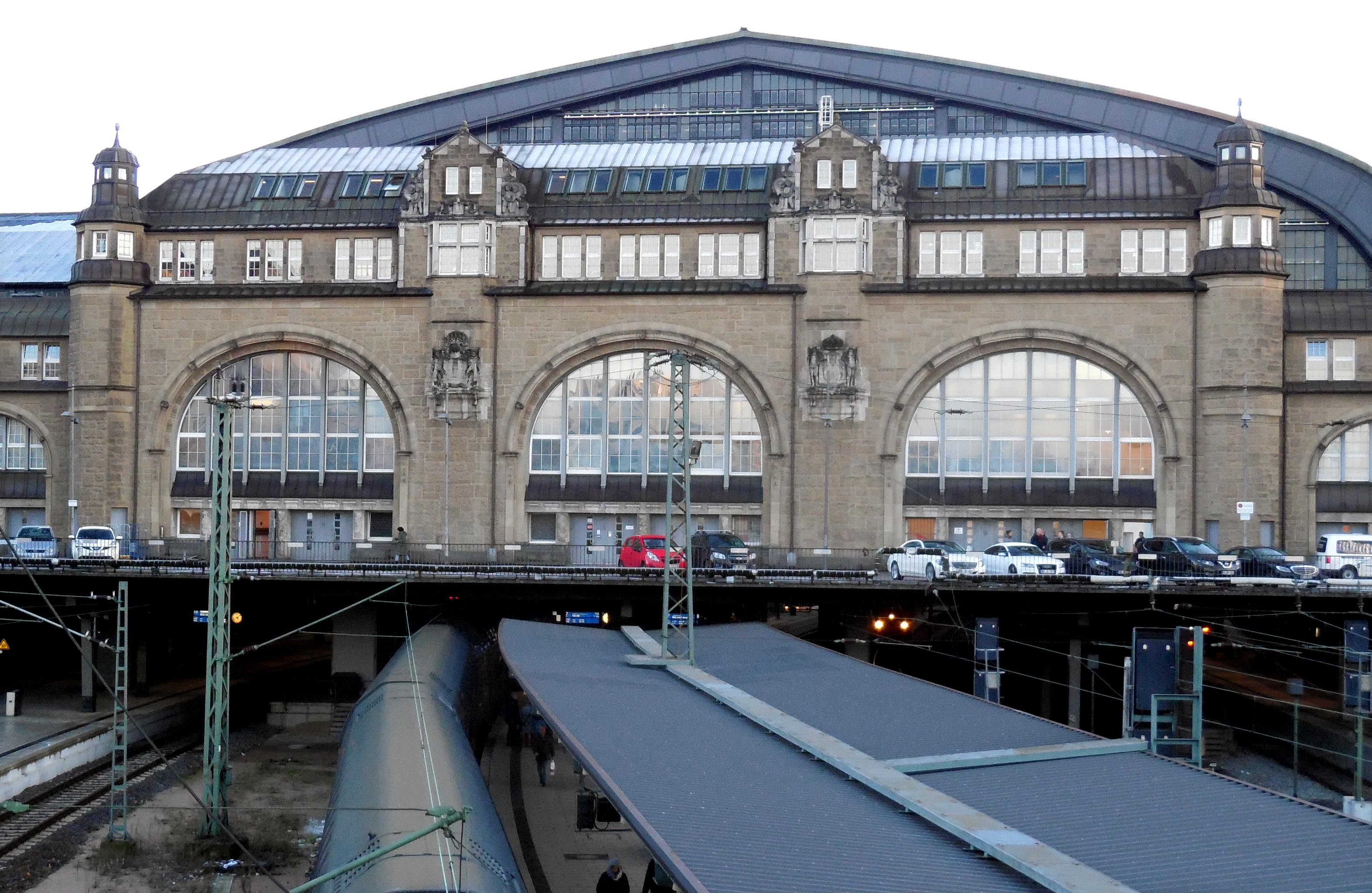
Nord-Fassade mit den Wappen an den mittleren Seitenpfeilern
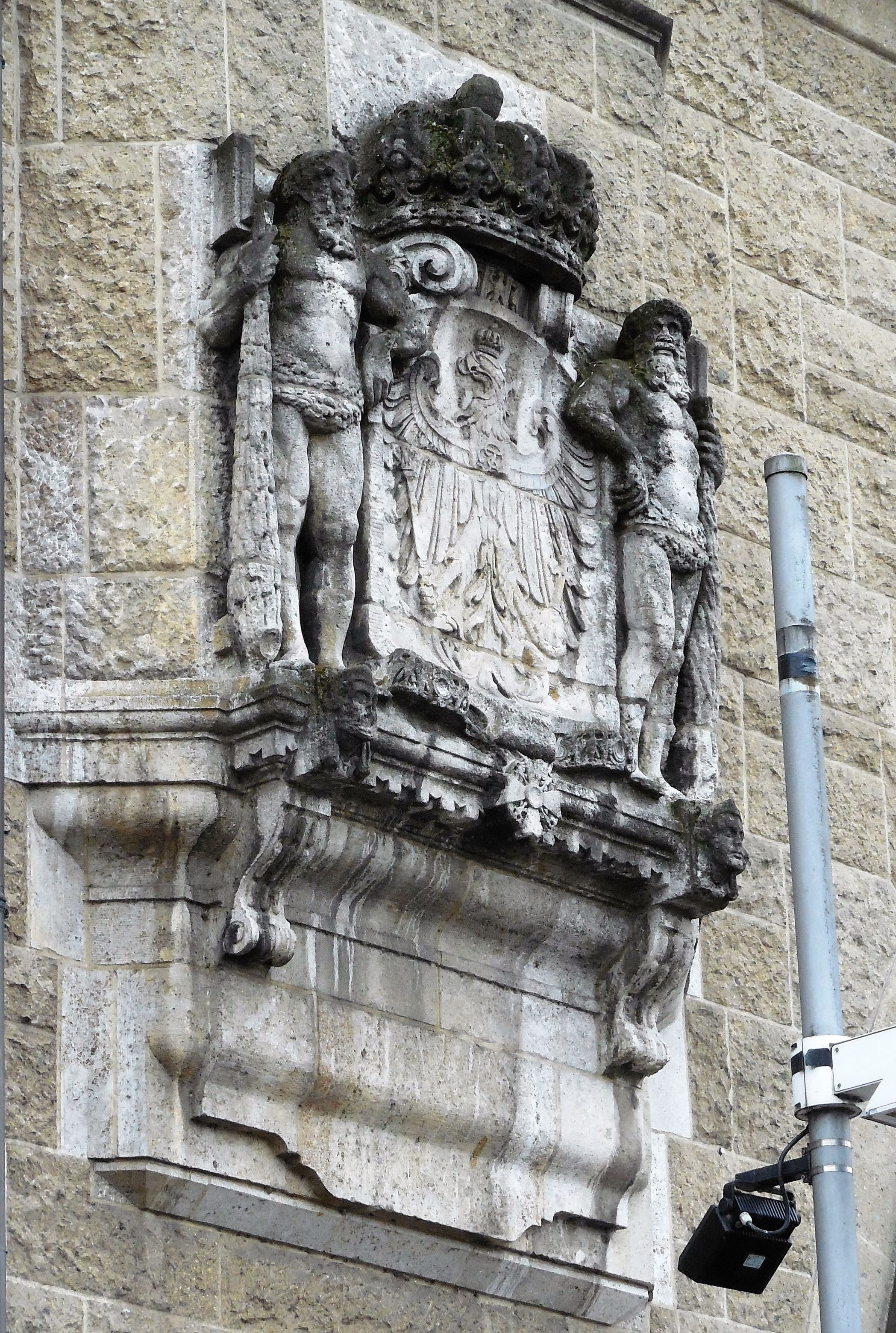
Relief Preußisches Staatswappen

## Bahnpostamt Hühnerposten

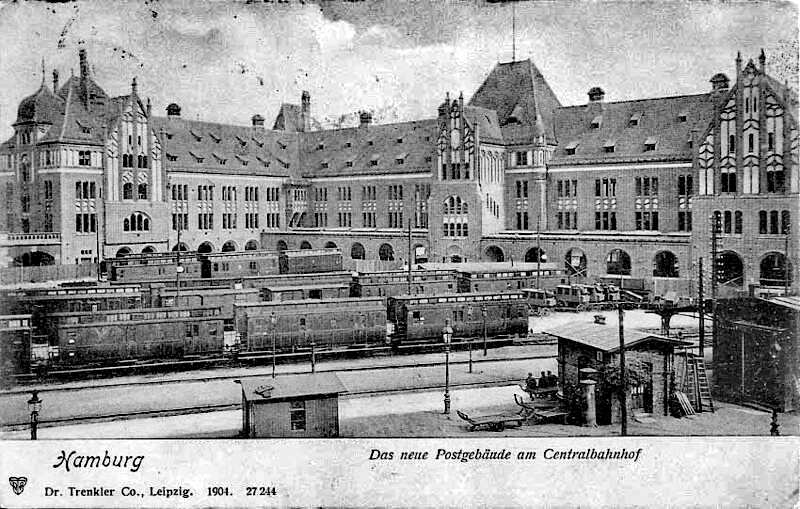
Bahnpostamt Hühnerposten (1904)

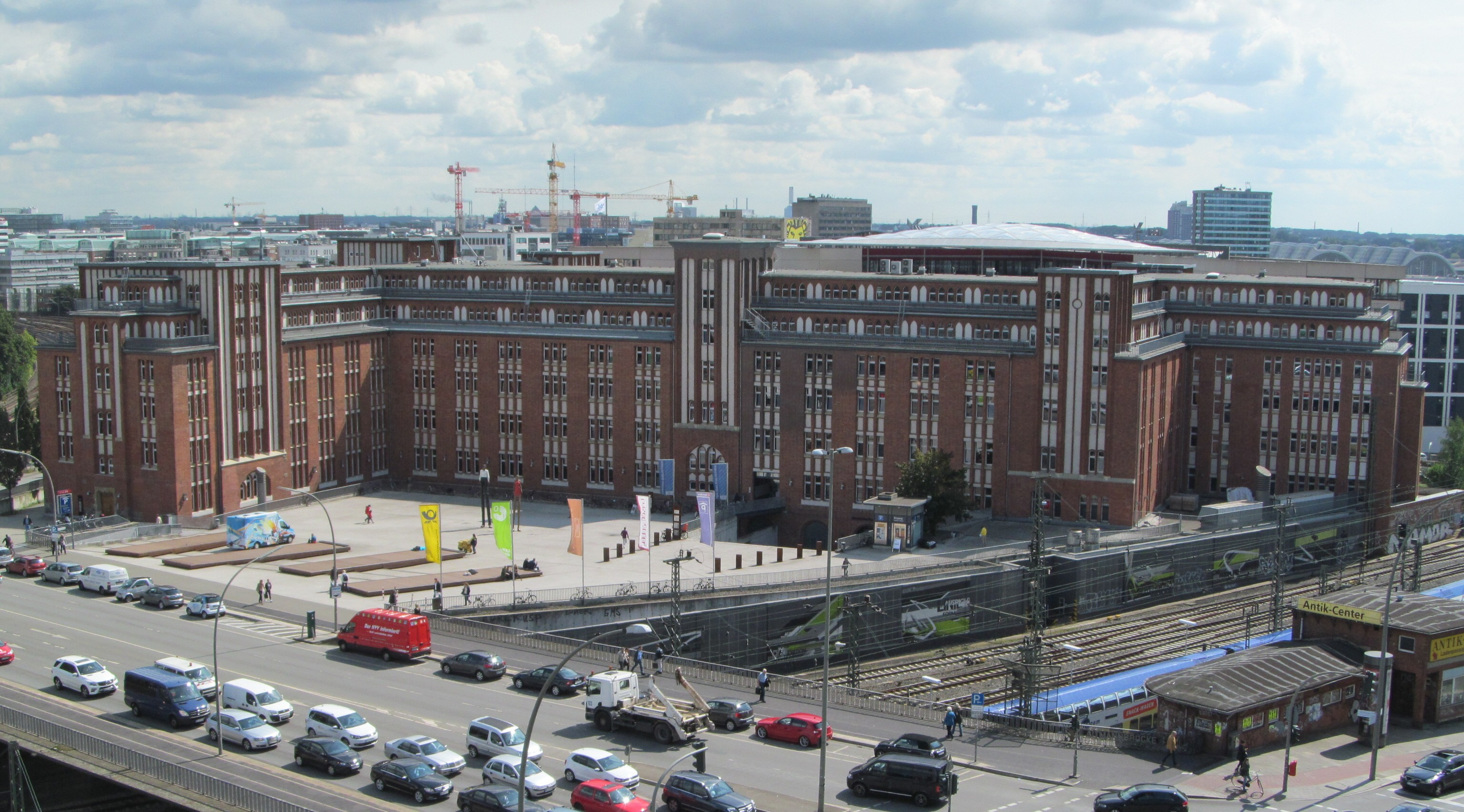
Das ehemalige Postamt mit überbautem Vorfeld im Jahr 2014

Gleichzeitig mit der Errichtung des neuen Zentralbahnhofs wurde auch der Bau des Postbahnhofs und Bahnpostamts Hühnerposten begonnen und ebenfalls 1906 fertiggestellt.
Mehrere der nach Süden aus dem Zentralbahnhof herausführende Gleisstränge führten direkt zum gegenüberliegenden Postbahnhofsgebäude, es gab dort elf Ladegleise und sieben überdachte Ladebahnsteige.
Die andere Seite des Gebäudes ist an der namensgebenden Straße Hühnerposten gelegen und dort an das Straßenverkehrsnetz angebunden. 1924 wurde das ursprünglich dreistöckige Gebäude um zwei Voll- und zwei Staffelgeschosse erweitert und mit einem Flachdach versehen.
1973 wurde die Paketbeförderung an das Paketpostamt am Diebsteich abgegeben. Zum 31. Mai 1997 wurde die Briefpostbeförderung der Deutschen Post AG mit der Eisenbahn nach 148 Jahren beendet und darauf folgend in dem Gebäude Hühnerposten die Gleis- und Postanlagen abgebaut. Das ehemalige Gleisvorfeld wurde mit einer Tiefgarage überbaut und darüber ein neuer Eingangsbereich auf Straßenniveau (Arno-Schmidt-Platz) geschaffen. Die bogenförmigen Durchbrüche für die Gleisanlagen im heutigen „Kellergeschoss“ des Gebäudes sind jedoch erhalten und einsehbar geblieben. Seit 2004 ist in dem Gebäude unter anderem die Zentralbibliothek der Hamburger öffentlichen Bücherhallen untergebracht.

## Erweiterungen und Umbauten

### Bunker
Seit 1940/41 befindet sich auf der Ostseite unter dem Hachmannplatz eine zweigeschossige Bunkeranlage für 950 Personen, deren Kapazität in den 1960er Jahren auf etwa 1700 Plätze erweitert wurde. Auf der Westseite wurde zwischen 1941 und 1944 ebenfalls eine, hier dreigeschossige Bunkeranlage als Reichsbahnbunker unter dem Steintorwall für 2460 Personen errichtet (erweitert bis 1970 auf 2702 Plätze). Aus dem Südstegtunnel konnten die Reisenden diesen Bunker direkt erreichen.

### Umrüstung der Toilettenanlage
2009 wurden im Hauptbahnhof wassersparende 3,5-Liter-Toiletten eingeführt. 2012 wurde im Keller ein Pilotprojekt gestartet, in dem die Exkremente getrennt und bearbeitet werden. Dabei wird der Kot mit Holzkohle und Mikroorganismen vermischt und zu Terra preta umgewandelt. Der Urin wird mit Mikroorganismen versetzt, die organische Bestandteile zersetzen. Das Abwasser wird danach durch einen Nanofilter geleitet. Auch Medikamente können ausgefiltert werden.

### Ausbau-Planungen
Seit langem gibt es immer wieder Planungen in diversen abgewandelten Formen, mit denen der stetig steigenden Umfang an Passagieren bewältigt werden soll: Im Januar 2008 stellte die DB erstmals Planungen vor, in Verlängerung der Bahnhofshalle nach Süden einen Hochbau zu errichten. Hierzu sollte die angrenzende Straße Steintordamm bzw. die Steintorbrücke geschlossen, verlegt oder überdacht werden. Der Südsteg soll verbreitert werden, damit wesentlich mehr Platz für Geschäfte und Gastronomie geschaffen wird.
Ein 2009 durch das Bundesverkehrsministerium vorgelegtes Gutachten zur „Entwicklung und Bewertung eines Konzeptes für den Schienenknoten Hamburg“ sah im Hauptbahnhof den zentralen Engpass im Knoten Hamburg. Als einzige Erweiterungsmöglichkeit nannte das Gutachten eine zusätzliche Bahnsteigkante. Diese wurde nicht umgesetzt.
Die Ergebnisse einer „Verkehrsuntersuchung Umfeld Hauptbahnhof“ sollten im Herbst 2018 vorliegen. Eine weitere Machbarkeitsstudie der DB sollte dann ebenfalls vorliegen.
Pläne für den Umbau des Hauptbahnhofs wurden im Januar 2019 vorgestellt. Noch 2019 sollte eine Leistungsvereinbarung über Grundlagenermittlung und Vorplanung für den Bahnsteig am Gleis 9 geschlossen werden. Im gleichen Jahr wurden 537.000 Reisende pro Tag im Bahnhof gezählt.
Im aktuell (2025) gültigen Bundesverkehrswegeplan 2030 wurden im Bereich des Knotens Hamburg verschiedene Maßnahmen zur Steigerung der Kapazität und der Betriebsqualität untersucht mit dem Ziel, die Attraktivität des Schienenverkehrs zu erhöhen und Angebotsausweitungen zu ermöglichen. Demnach ist eine neue Bahnsteigkante im Bahnhof Hamburg Hbf am Gleis 9 auf dem Planum von Gleis 10 vorgesehen. Weitere Maßnahmen (z. B. auf der Strecke Hamburg–Elmshorn) sollen in Zusammenhang mit dem neuen Fernbahnhof Altona untersucht werden.

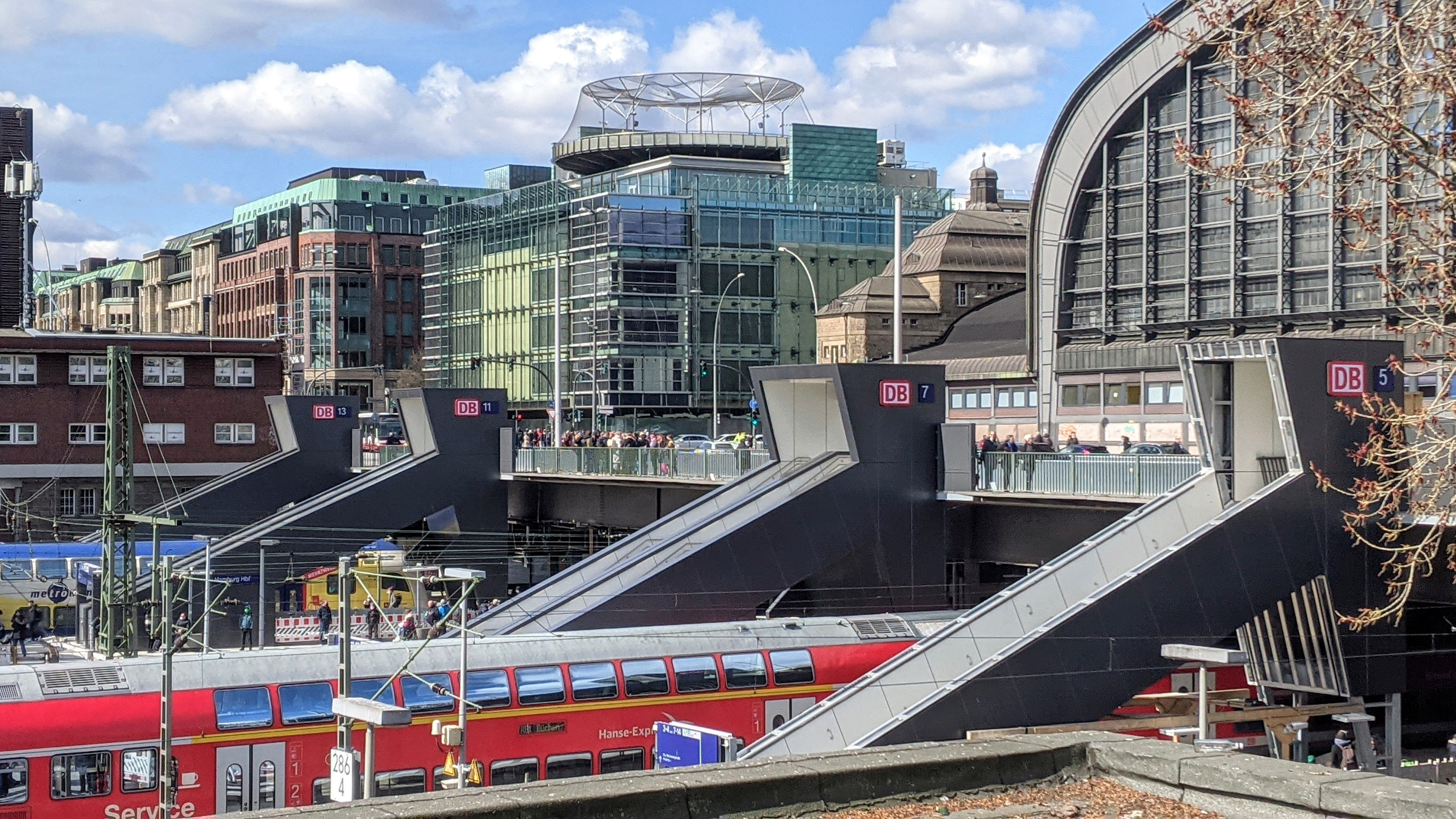
Zusätzliche Bahnsteigzugänge am Steintordamm (April 2022)

Zur Entlastung der Bahnhofshallen wurden 2022 neue Treppenaufgänge von den Gleisen 7/8, 11/12 und 13/14 auf die Steintorbrücke eröffnet. Die restlichen Aufgänge folgten bis 2024 (Gleise 5/6 und  S-Bahngleise 3/4).
Am 7. Dezember 2021 stellte eine Jury den Siegerentwurf zur Erweiterung des Bahnhofsgebäudes vor. Die Steintorbrücke soll ein Dach erhalten und zu einer Mischung aus Fußgängerzone und Bushaltestelle werden. Auf der Ostseite der Bahnhofshalle soll ein überdachter Fußweg entstehen. Der Baubeginn ist für das Jahr 2028 vorgesehen.
Nachdem der Hauptbahnhof am 10. November 2010 als „vsl. in Zukunft überlastet“ erklärt wurde, legte die Deutsche Bahn im September 2020 einen Plan zur Erhöhung der Schienenwegkapazität vor.
Anfang 2020 wurden Überlegungen des Bundes bekannt, im Zuge des Deutschlandtakts einen S-Bahn-Tunnel entlang der Verbindungsbahn zu bauen. Damit könnten die S-Bahn-Gleise 3 und 4 im Hauptbahnhof für den Fern- und Regionalverkehr freigemacht werden. Eine Studie im Auftrag des Bundesverkehrsministeriums ergab im November 2020, dass das Vorhaben grundsätzlich technisch machbar sei. Im dritten Gutachterentwurf des Deutschlandtakts sind im Knoten Hamburg einige Infrastrukturmaßnahmen unterstellt. Dafür sind, zum Preisstand von 2015, Investitionen von drei Milliarden Euro vorgesehen. Der Ausbau des Knotens ist eines von 13 Infrastrukturprojekten des Deutschlandtakts, die laut dem im November 2021 vorgelegten Koalitionsvertrag der rot-grün-gelben Bundesregierung „beschleunigt auf den Weg“ gebracht und „mit hoher politischer Priorität“ umgesetzt werden sollen. Im Januar 2022 wurde eine Machbarkeitsstudie auf den Weg gebracht, die ursprünglich bis Ende 2022 vorliegen sollte. Anfang Mai 2023 wurde die Studie schließlich durch die Stadt Hamburg veröffentlicht.
Im April 2024 veröffentlichte der Landesverband Nord des Verkehrsclubs Deutschland (VCD) ein alternatives Konzept, nach welchem der Bahnhof Berliner Tor stattdessen zum Hauptbahnhof Hamburgs ausgebaut werden soll. Der VCD argumentiert, der geplante Verbindungsbahnentlastungstunnel könne so eingespart werden, dessen zusätzliche Kapazität würde nur benötigt, da die Strecke von in Hamburg beginnenden oder endenden Fernzügen genutzt wird, die nur schwach ausgelastet seien.